# Pfaueninsel
Die Pfaueninsel mit dem Schloss Pfaueninsel und weiteren Gebäuden liegt in der Havel im Südwesten Berlins. Sie ist ein zur Stiftung Preußische Schlösser und Gärten Berlin-Brandenburg gehörender 67 Hektar großer Landschaftspark und steht seit 1990 gemeinsam mit den Schlössern und Parks von Sanssouci in Potsdam und mit dem Schloss Glienicke in Berlin als Weltkulturerbe auf der Liste der UNESCO. Die Pfaueninsel ist eng verbunden mit wichtigen Ereignissen und Personen der brandenburgisch-preußischen Geschichte.

## Lage

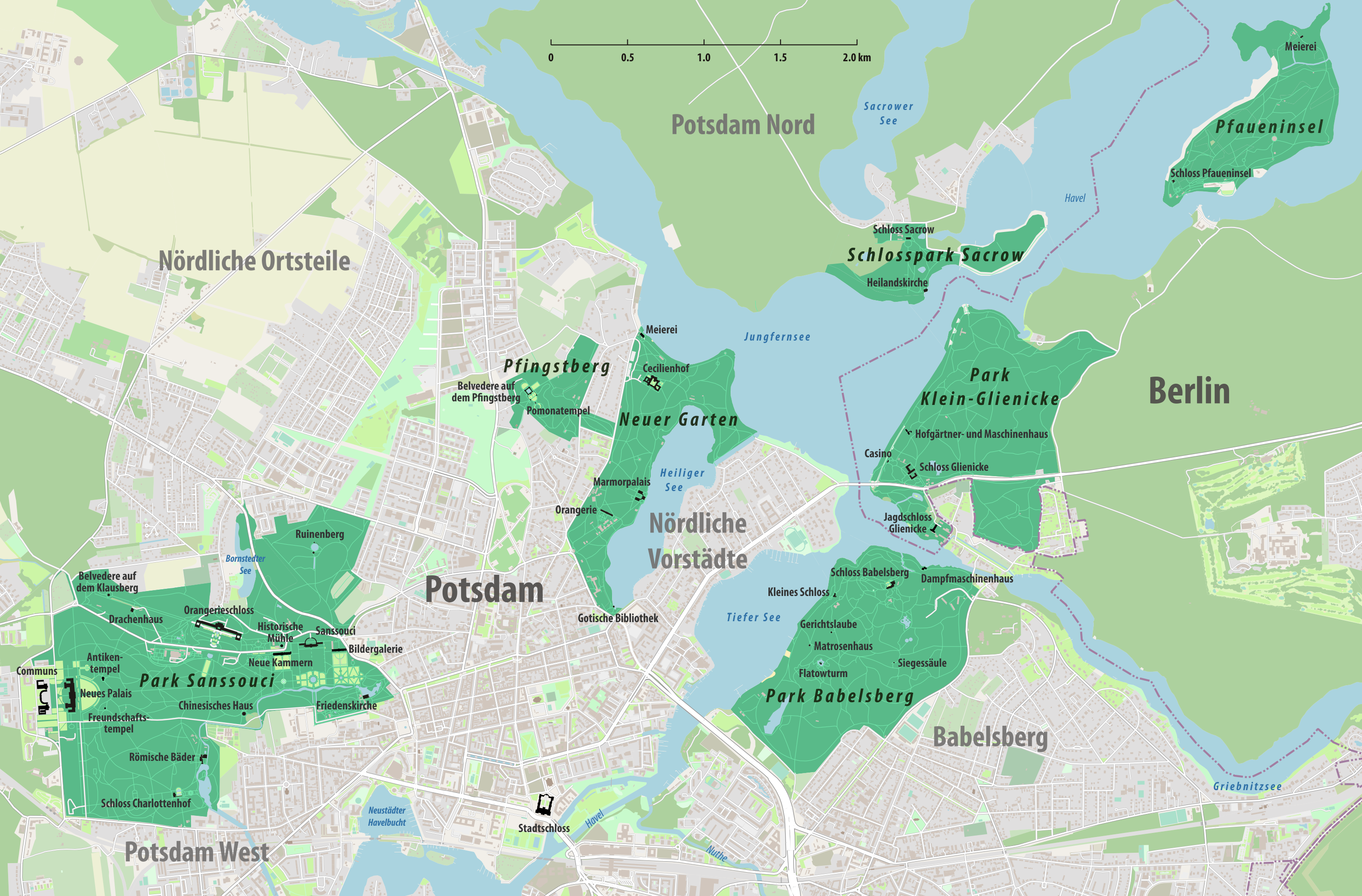
Die Pfaueninsel bildet den nordöstlichen Abschluss (hier obere rechte Ecke) der Berlin-Potsdamer Residenzlandschaft.

Die Insel liegt im wald- und wasserreichen Ortsteil Wannsee des Bezirks Steglitz-Zehlendorf im Südwesten Berlins. Die Entfernung zur Stadtmitte Berlins beträgt etwa 22 km (Luftlinie), die Entfernung zur Stadtmitte Potsdams rund fünf Kilometer. Seit 1924 ist die Pfaueninsel mit einer Fläche von 88 Hektar, davon 67 Hektar Landfläche, als Naturschutzgebiet ausgewiesen. Das Naturschutzgebiet ist als Fauna-Flora-Habitat gemeldet und Teil des EU-Vogelschutzgebiet Westlicher Düppeler Forst. Eingebettet in eine komplexe, historisch vielschichtige Kulturlandschaft müssen die zum Teil unterschiedlichen Belange von Naturschutz und Denkmalpflege sorgfältig aufeinander abgestimmt werden.
Die Pfaueninsel ist aus Berlin über den Bahnhof Wannsee (S-Bahn oder Regional-Express-Zug) und von dort mit der Buslinie 218 erreichbar. Anschließend erfolgt die kurze Fährüberfahrt zur Pfaueninsel. Wie früher eine Landschaft im Samland wird die Pfaueninsel als „Preußisches Paradies“ bezeichnet.

## Pfaueninsel vom 17.Jahrhundert bis zum Jahr 1945

### Erste Nutzungen

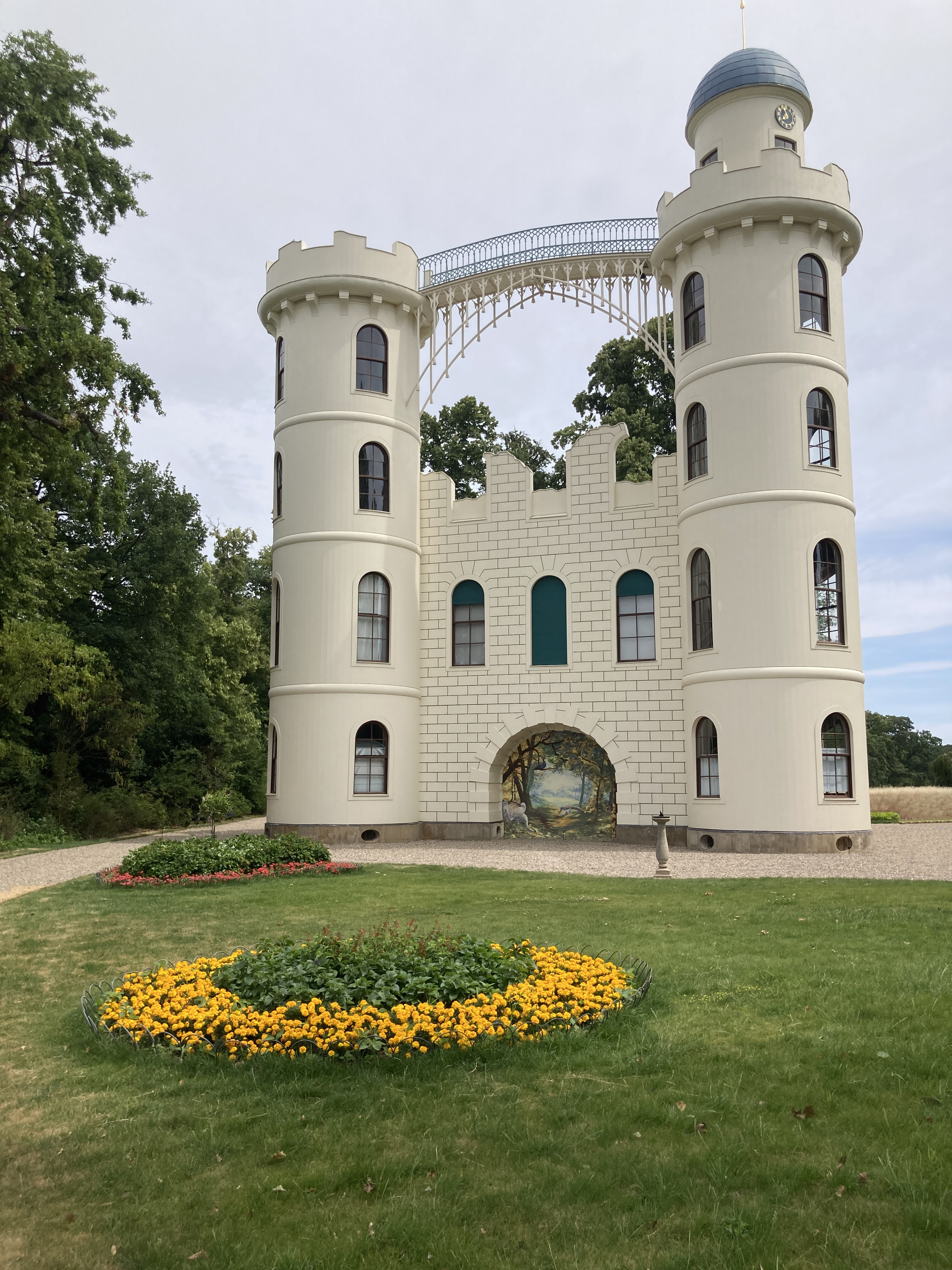
Schloss Pfaueninsel,
Ansicht von Südwesten (2025)

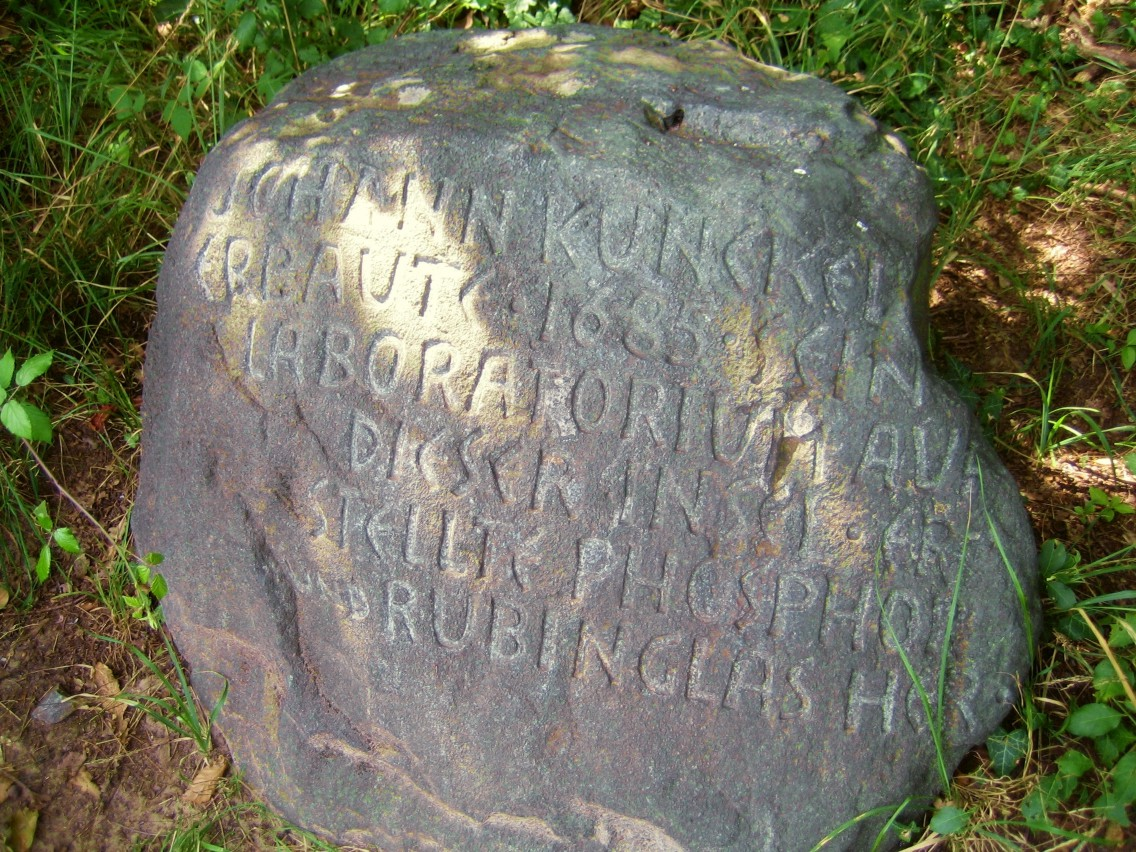
Gedenkstein für Johannes Kunckel

Eisenzeitliche Armringe und Haarspiralen aus Bronze kamen bei Erdarbeiten im Mai 1843 auf der Pfaueninsel zutage. Im Nordosten der Insel fanden sich Spuren einer wendischen Siedlung.
In der zweiten Hälfte des 17. Jahrhunderts ließ der Große Kurfürst auf der Insel, wie auch anderswo in Brandenburg, einen Canienengarten, also eine Kaninchenzucht anlegen, und dafür etwa an der Stelle des heutigen Schlosses ein Hegerhaus bauen. 800 Kaninchen erbrachten 200 Taler pro Jahr für die kurfürstliche Kasse. Aus dieser Zeit stammt der Name Kaninchenwerder, eine eher inoffizielle Bezeichnung neben den Begriffen Pauwerder, Pfau-Werder oder Zu den Pfauen, die in alten Dokumenten verwendet wurden, obwohl von Pfauen auf der Insel damals nichts bekannt war – die kamen erst sehr viel später. Seit 1795 wird durchgehend der Name Pfaueninsel verwendet.
Die Insel wurde 1685 dem Alchimisten und Glasmacher Johannes Kunckel „erb- und eigentümlich“ als Geschenk übereignet. Kunckel hatte zuvor schon im Auftrag des Kurfürsten die wenig leistungsfähige Glasherstellung in Brandenburg konkurrenzfähig gemacht. Nun sollte diese Arbeit auf der Pfaueninsel intensiv fortgesetzt werden. Vor allem ging es darum, die nach dem Dreißigjährigen Krieg noch immer schwer geschädigte Wirtschaft des Landes voranzubringen. Es ging aber auch um die wissenschaftlich-technischen Interessen des Landesherrn, um sein barockes Vergnügen an Experimenten mit Feuer und Glas und den verschiedensten Elixieren. Während gewöhnlichen Außenstehenden das Betreten der Insel bei Strafe verboten war, ließ sich der Kurfürst häufig aus der nahe gelegenen Residenz Potsdam herüberrudern, um die Fortschritte seines Glasmachers zu begutachten und um selbst stundenlang zu experimentieren. Dunkle Rauchschwaden und stechende Gerüche zogen von der Insel hinüber zum Festland und veranlassten die Einwohner dort zu allerlei Vermutungen über Goldmacherei und schwarze Magie.
Im Jahr 1689 brannten die Glashütte und das Laboratorium im Nordosten der Insel bis auf die Grundmauern nieder, Kunckel war wirtschaftlich ruiniert. Ohnehin hatte ihm der Sohn und Nachfolger des Großen Kurfürsten, Friedrich III. (der spätere König Friedrich I.), seit 1688 jede Unterstützung entzogen, ihn sogar zur Rückzahlung von 8000 Talern verurteilen lassen, weil er die in ihn gesetzten Erwartungen nicht erfüllt habe. Als er befragt wurde, welchen Nutzen denn seine kostspieligen Versuche gehabt hätten, gab Kunckel zur Antwort: „Der hochselige Herr Kurfürst war ein Liebhaber von seltenen und kuriosen Dingen und freute sich, wenn etwas zustande gebracht wurde, was schön und zierlich war. Was dieses genützt hat, diese Frage kann ich nicht beantworten.“ 1692 folgte Kunckel einer Einladung nach Schweden und fand dort für seine Kenntnisse und Fertigkeiten hohe Anerkennung.

### Friedrich WilhelmII.

#### Das Projekt
Die Insel war danach für etwa 100 Jahre ungenutzt. Ihr eigentlicher Aufstieg begann unter König Friedrich Wilhelm II., dem Neffen und Nachfolger Friedrichs des Großen. Schon als Kronprinz hatte er sich zusammen mit Wilhelmine Encke, der Tochter eines Hornisten der Hofkapelle, zu romantisch-erotischen Aufenthalten auf die verwilderte Insel übersetzen lassen. Im Alter von 17 Jahren wurde Wilhelmine Mutter; die beiden hatten danach noch vier gemeinsame Kinder. Das Verhältnis überdauerte mehrere andere Liebschaften des Kronprinzen und späteren Königs (volkstümlicher Beiname: Der dicke Lüderjahn), auch zwei Ehen, die er aus Gründen der Staatsräson schloss, und hielt an bis zu seinem Tod 1797. Für die Entwicklung der Pfaueninsel hatte die langjährige Mätresse – seit 1796 Wilhelmine Gräfin von Lichtenau – erhebliche Bedeutung.
Im Jahr 1793 dachte der König darüber nach, die Parklandschaft des Neuen Gartens, die er am Ufer des Heiligen Sees in Potsdam hatte anlegen lassen, zu erweitern. Daraus entwickelte sich die Idee, dies nicht auf direkt angrenzendem Gelände zu tun, sondern auf der Pfaueninsel, die er von Potsdam aus immer vor Augen und seit über 30 Jahren in bester Erinnerung hatte. Durch eine Kabinettsorder vom 12. November 1793 übermittelte der König seinen Wunsch: „[…] Zu dem Amte Bornstedt gehört eine in der Havel liegende Insel, genannt der Caninchenwerder, welche ich der Lage halber zu einigen Anlagen selbst übernehmen will“. Mit dem damaligen Besitzer, dem Militärwaisenhaus in Potsdam, war schnell eine finanzielle Regelung getroffen; schon am 24. November 1793 wurde die Insel übergeben, im Frühjahr 1794 begannen die notwendigen Arbeiten.

#### Landschaft und Gebäude

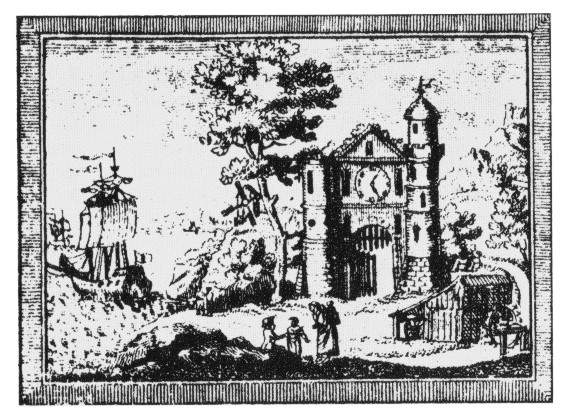
Englisches Tableau, um 1800

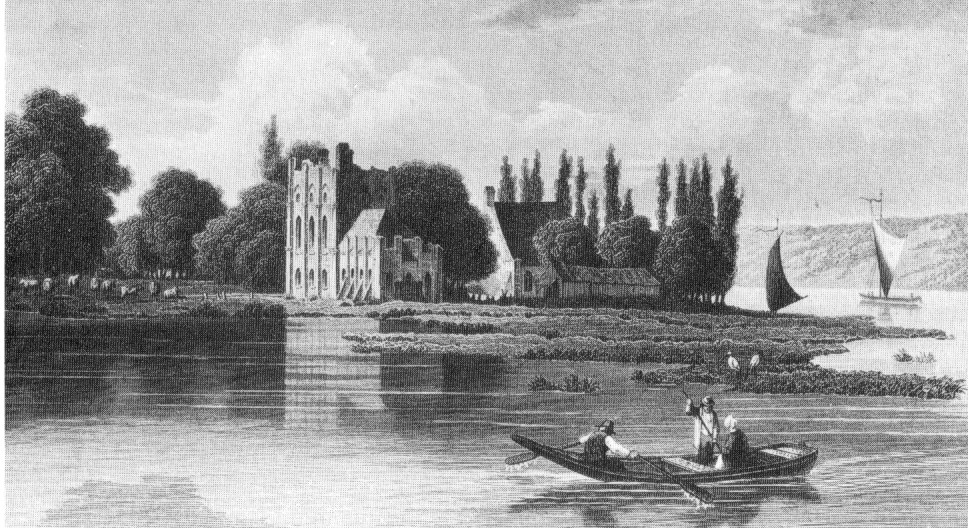
Die Meierei in einer Darstellung von 1855

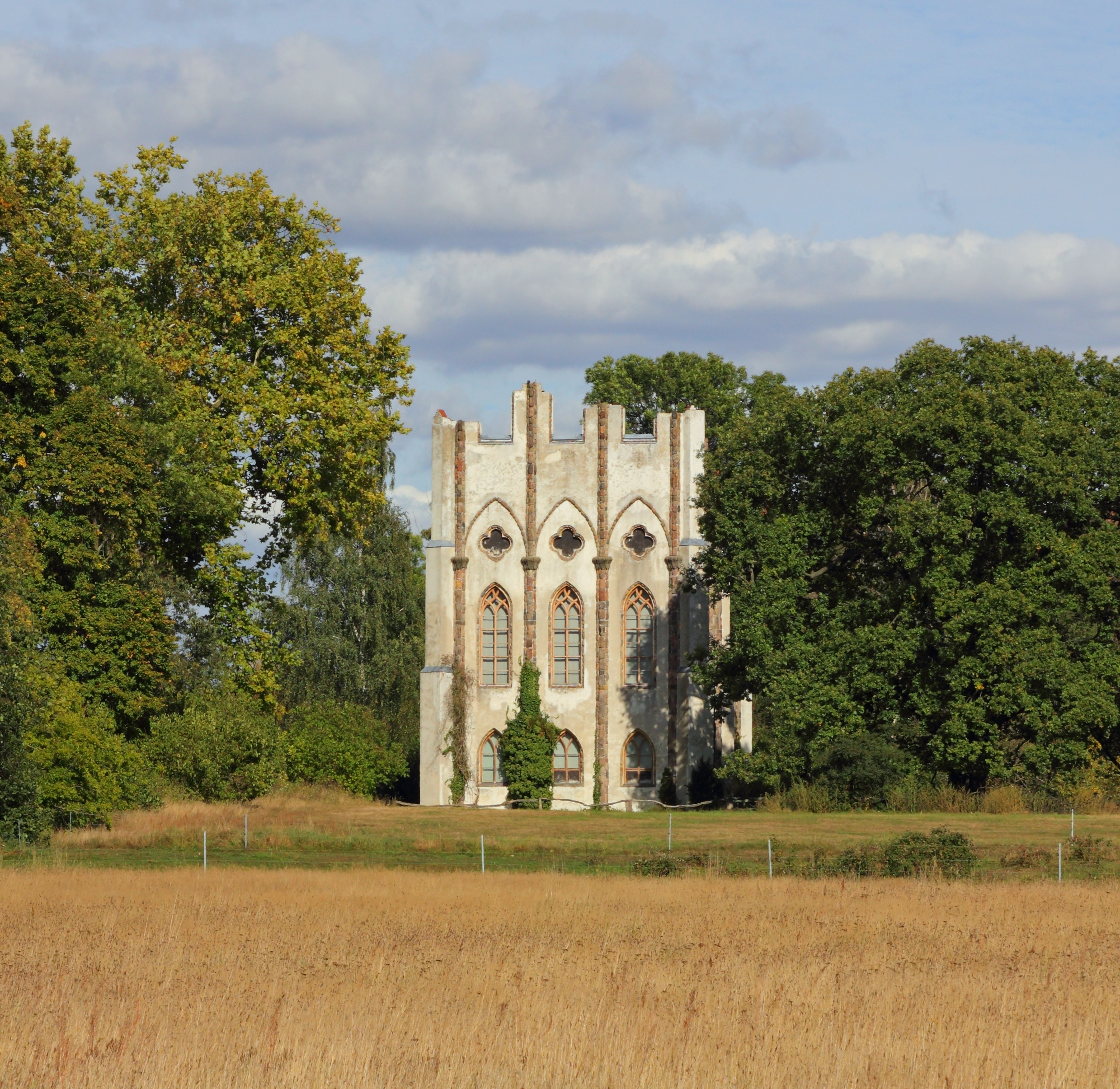
Die Meierei

Unter Friedrich Wilhelm II. wurden besonders zwei Bereiche gestaltet: am Ufer der Westspitze das Schloss Pfaueninsel und seine Umgebung, im feuchten Wiesenland im Osten der Insel die Meierei und deren Umland. Das kleine weiße Schloss wurde so platziert, dass man es schon aus der Ferne, vom Potsdamer Ufer her, als architektonischen Akzent in schöner Landschaft wahrnehmen konnte. Es sollte privaten Charakter haben, einen Ruhe- und Rückzugsraum für den König und seine geliebte Wilhelmine bilden. Sie war an der Planung wesentlich beteiligt und sorgte vor allem für die Inneneinrichtung. Einem bestimmten Stil fühlte sie sich nicht verpflichtet. Von griechischen Bronzen bis zur Einrichtung eines Turmzimmers als Oteihitisches Kabinett, also als Bambushütte im Südseestil, reichte die Skala ihrer Einfälle. Der Gesamteindruck zeugt dennoch von ausgezeichnetem Geschmack; die Qualität der einzelnen Stücke ist hervorragend. Die ursprüngliche Ausstattung ist fast vollständig im Original erhalten, weil das Schloss nach 1840 nicht mehr bewohnt wurde und von Bränden oder Kriegsschäden verschont blieb – ein seltener Glücksfall.
Inseln hatten in der Blütezeit der Landschaftsparks einen gewissen sentimentalen und symbolischen Wert – man ließ sich über ein trennendes Wasser zu einem Ort der Abgeschiedenheit übersetzen. In anderen Parkanlagen musste eine solche Situation durch künstliche Wasserläufe mühsam hergestellt werden. Hier war sie seit jeher vorhanden, versehen mit einem breiten Schilfgürtel und einem Bestand von etwa 300 Eichen, die mehrere Jahrhunderte alt waren. Größere Neupflanzungen waren also nicht erforderlich, vielmehr galt es, das Vorhandene durch landschaftsgärtnerische Eingriffe und geeignete Architektur zu interpretieren und zu steigern. Entgegen einer oft geäußerten Ansicht wurden Schloss und Meierei nicht erbaut, um als Ruinen den Blick des Betrachters ernsthaft zu täuschen. Es waren vielmehr sichtlich funktionstüchtige Gebäude, die gewissermaßen maskiert als Darsteller in einer Inszenierung mitwirkten. Darin sollte das Schloss ein „verfallenes römisches Landhaus“ vorstellen.
Die 1794–1795 erbaute Meierei im entlegenen Nordosten der Insel stellt sich als Ruine eines gotischen Klosters dar, war aber tatsächlich das Hauptgebäude eines „Schmuckbauernhofs“ mit Milchviehhaltung, Pferden und Schafen. Die Meierei besteht aus einem zweigeschossigen turmartigen Bau mit Meierwohnung, Molkenstube und darüber im Obergeschoss einem prächtig dekorierten, gut erhaltenen Festsaal im neugotischen Stil mit Stuckaturen von Constantin Philipp Georg Sartori. Im eingeschossigen östlichen Anbau befindet sich der Kuhstall. Während sich das Turmdach von außen hinter einer kunstvoll-ruinös wirkenden Attika verbirgt, erhebt sich über dem Stallteil hinter einer ähnlichen Attika ein hohes abgewalmtes Bogendach. Dieses Bohlendach stellt eine bautechnikgeschichtliche Besonderheit dar und ist gleichzeitig eines der ältesten erhaltenen Beispiele dieser Dachkonstruktion in Deutschland.
Ein Architekt wurde nicht beschäftigt. Zudem waren weder das Hofbauamt in Potsdam noch das Oberhofbauamt in Berlin beteiligt. Hofzimmermeister Johann Gottlieb Brendel aus Potsdam leitete den Bau des Schlösschens und der Meierei nach den Vorstellungen seines Dienstherrn. In zeitgenössischen Berichten bleibt unerwähnt, woher der König seine Ideen nahm. Allerdings: In einem Magazin jener Zeit wurden „Englische Tableaus“ als Wandschmuck mit Uhr angeboten, auf denen ein verblüffend ähnliches Gebäude zu sehen ist; und in der königlichen Bibliothek fand sich eine Ansicht der Insel Capri mit vergleichbarem Motiv.
Für die Besucher der Insel wurden zwei Landestellen angelegt; eine war der königlichen Familie vorbehalten, die andere diente sonstigen Besuchern und dem Lastverkehr. Annähernd gleichzeitig mit Schloss und Meierei entstanden Mitte der 1790er Jahre ein Küchenhaus, eine hölzerne „Eiskute“ in der Form eines über vier Meter hohen bogenförmigen Zeltes mit Keller für die Aufbewahrung von Eis und verderblichen Lebensmittel (1904 abgebrochen), das Haus des Schlosskastellans, mehrere Brunnen, eine Kegelbahn und eine als Heuschober verkleidete Unterkunft für die Pfauen, die in Gut Sacrow angekauft und nun auf der Insel angesiedelt wurden.

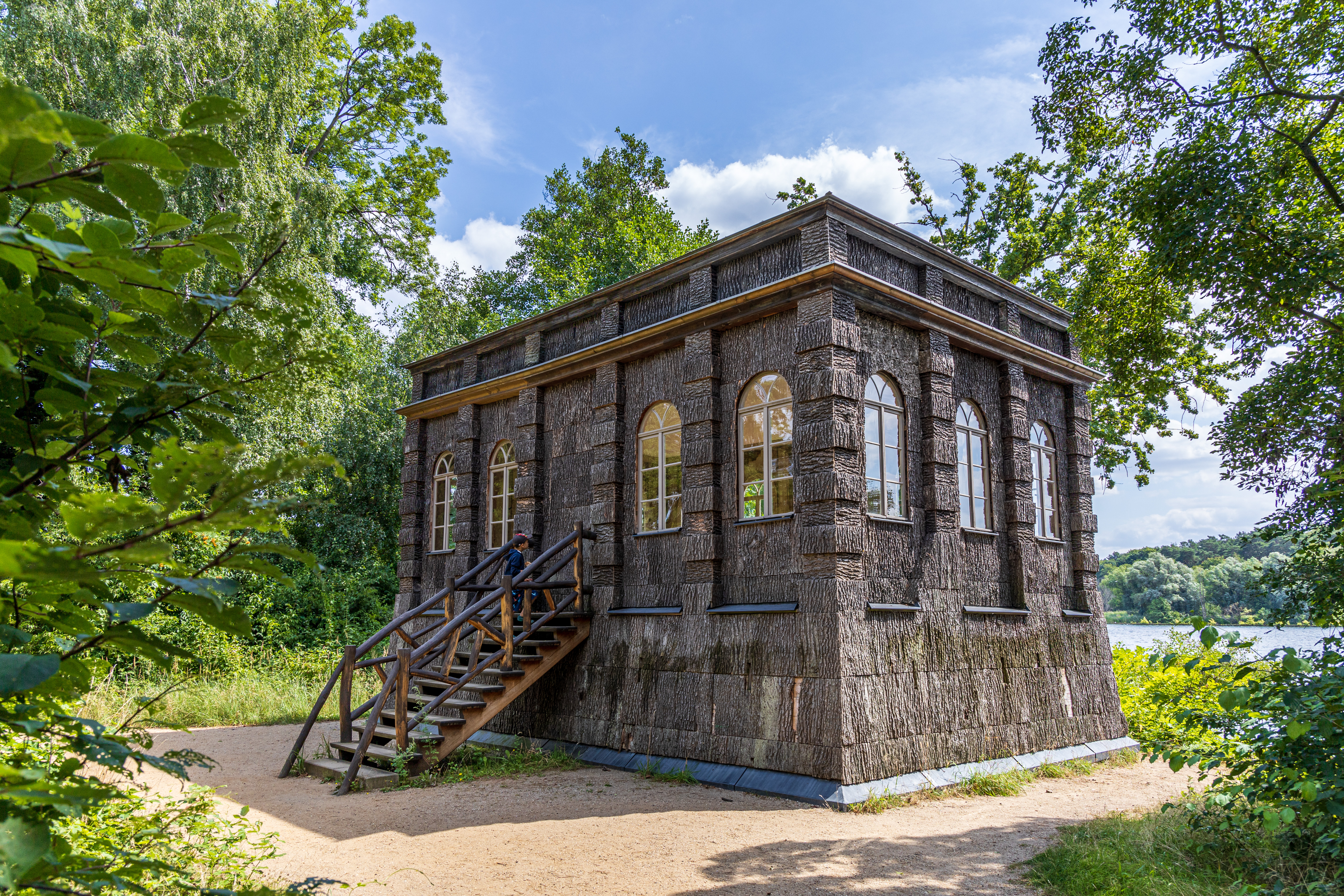
Beelitzer Jagdschirm

Aus Beelitz wurde der „Jagdschirm“ herbeigeschafft, wegen des mit Baumrinde bedeckten Äußeren auch Borkenhäuschen genannt – noch immer war der größte Teil der Insel wild bewachsenes Jagdrevier.
Als 1797 alles fertiggestellt war, starb der seit langem kränkliche König. Seine Mätresse Gräfin Wilhelmine von Lichtenau wurde wegen unrechtmäßiger Bereicherung angeklagt, zwar freigesprochen, aber dennoch für lange Zeit verbannt.

### Friedrich WilhelmIII.

#### Allgemeine Entwicklung

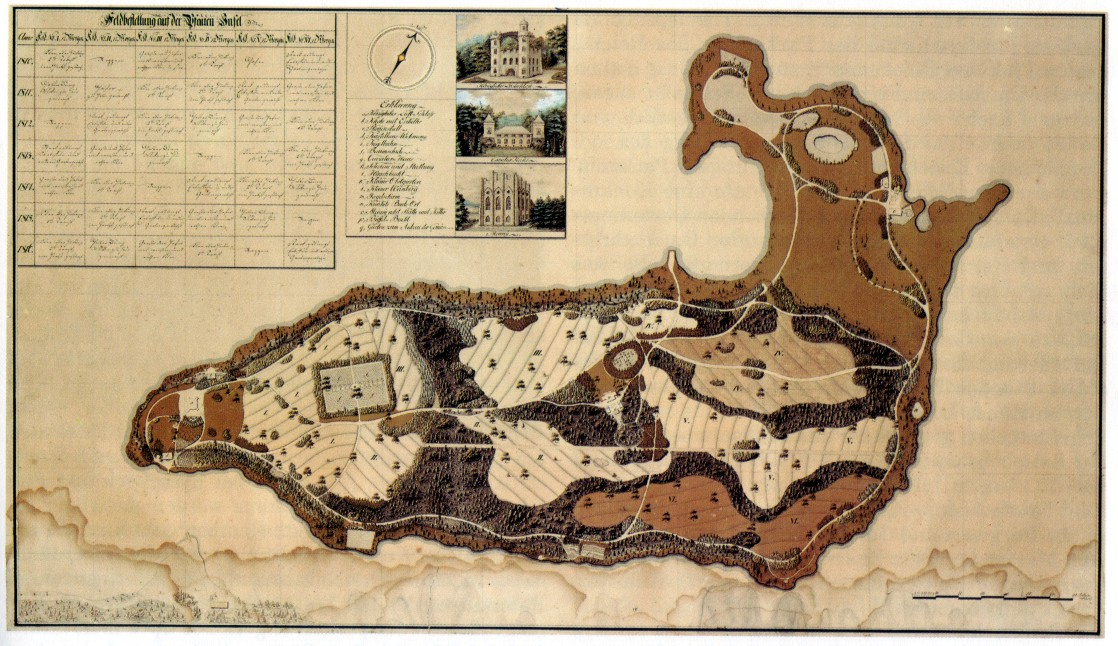
Karte von 1810, gezeichnet von Ferdinand Fintelmann

Gebäude der Pfaueninsel, um 1825

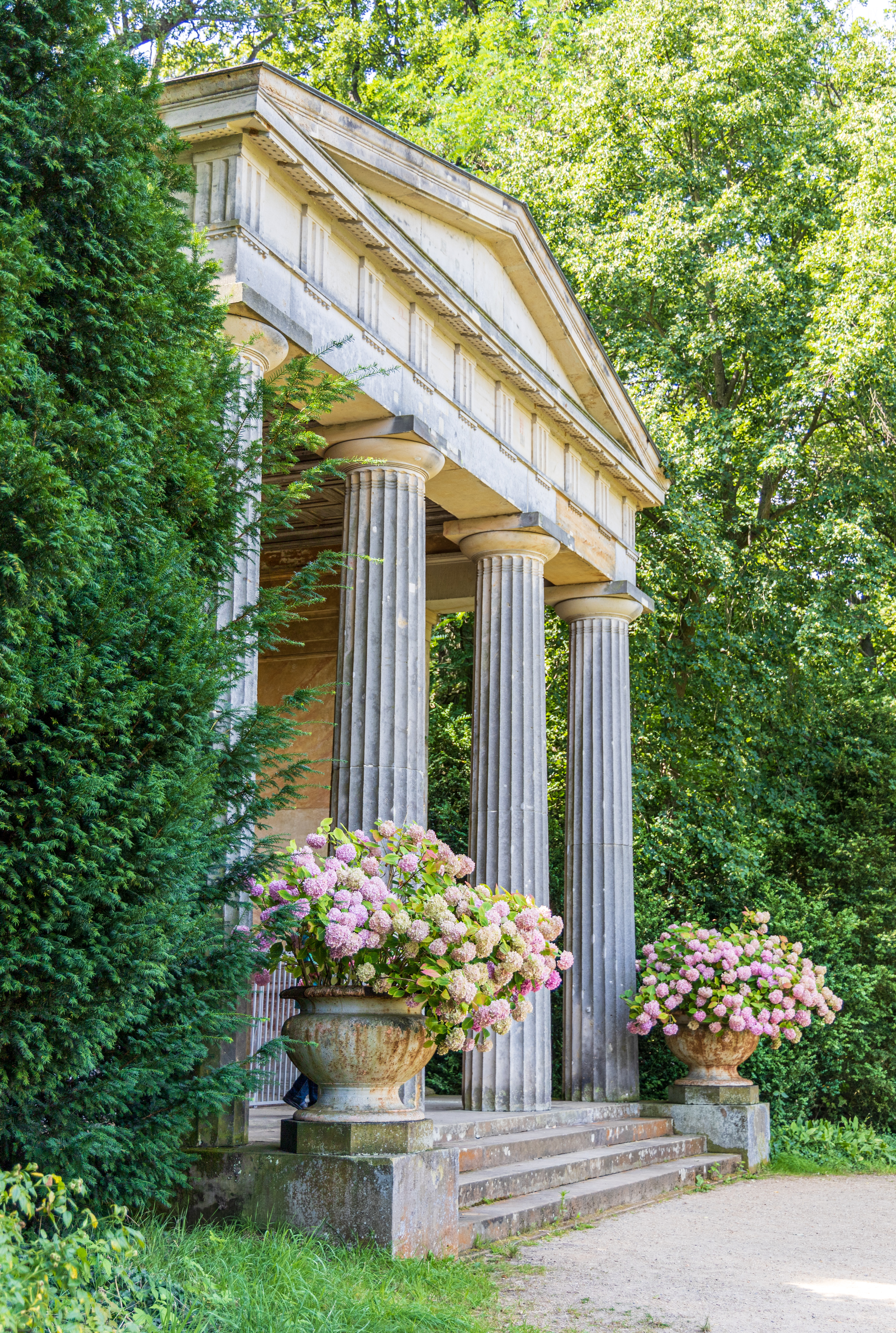
Blick auf den Portikus zur Erinnerung an Königin Luise

Der neue König nutzte mit seiner Frau, der Königin Luise, die Pfaueninsel zuweilen als Sommeraufenthalt. Allerdings mochte Luise die Insel nicht besonders. Sie sprach von „der engen Pfauen-Behausung, wo kein Schloss und kein Riegel vor Einbruch bewahrt, wo bekanntlich die Mauern von Papier sind […]“ und zog das nahe Schloss Paretz vor. Friedrich Wilhelm III., nach Kriegswirren und Vertreibung während der Napoleonischen Kriege letztlich siegreich zurückgekehrt, wandte sich nun bald verstärkt der Pfaueninsel zu, die er als Inbegriff der friedlichen Vorkriegszeit schätzte.
Seit 1804 war Ferdinand Fintelmann dort Hofgärtner. Nach der Besetzung Preußens durch die Truppen Napoleons 1806 wurden ringsum die Nahrungsmittel knapp, auch kannte Fintelmann die Vorliebe des Königs für Gutswirtschaft – so legte er auf einigen bisher bewaldeten Partien der Insel nach landschaftsgärtnerischen Gesichtspunkten verschiedene Ackerflächen an, schonte jedoch die alten Eichen und ließ sie auch auf den Äckern stehen. Es entstand ein Musterbeispiel der „ferme ornée“ (einer „geschmückten“, also gärtnerisch gestalteten „Landwirtschaft“). In Berlin bremste der nüchterne, sprachlich wenig ausdrucksfähige König mit knappen Worten die Phantasie seiner Architekten – etwa die von Karl Friedrich Schinkel geplante Neue Wache in Form eines romanischen Burgtores und einen gotischen Dom am Wasser – „Sehr, sehr schön. Mir aber lieber griechischer Stil“ – und beförderte so die klassizistische Prägung der alten Stadtmitte. Auf der Pfaueninsel dagegen ließ er eine bunte Ansammlung unterschiedlichster Bauten und Attraktionen entstehen.

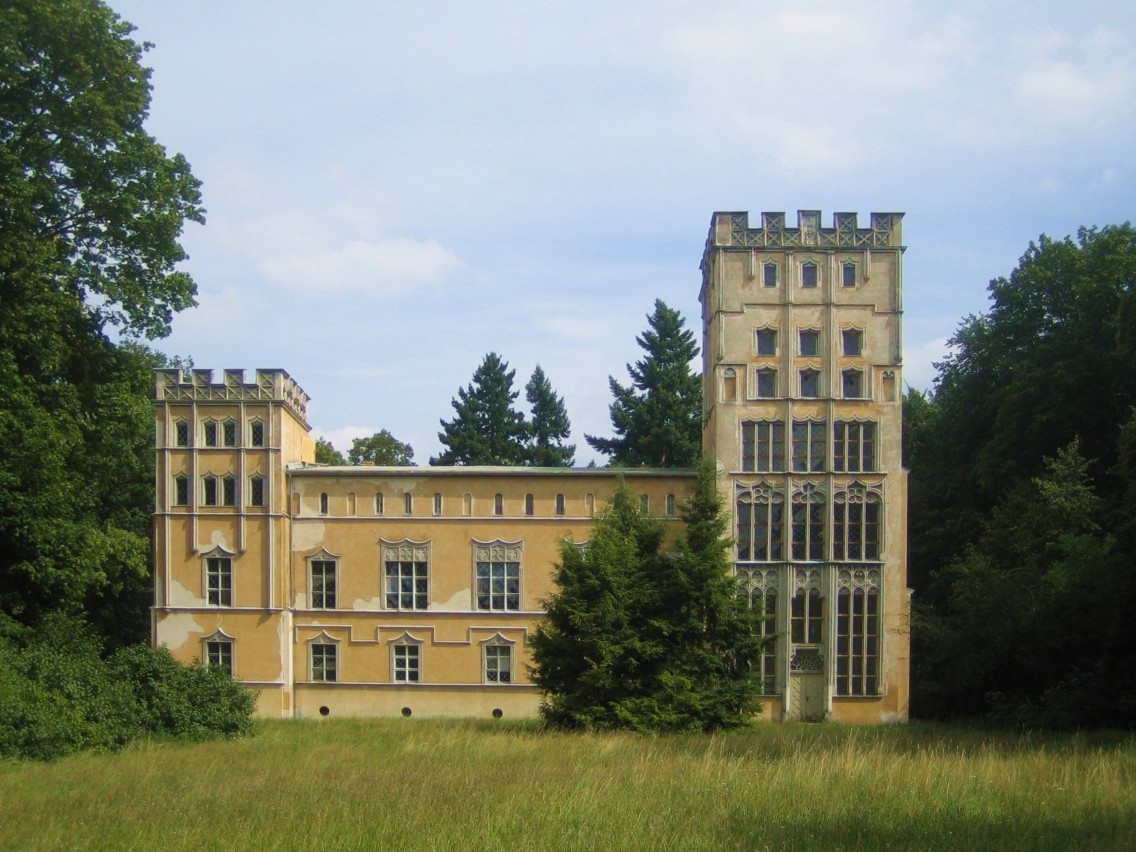
Kavaliershaus

1824/1825 erweiterte Schinkel das seit 1804 vorhandene Kavaliershaus. Der König hatte durch das Hofmarschallamt in Danzig das spätgotische vom Abriss bedrohte Schlieffhaus von 1520 kaufen lassen. In nummerierten Einzelteilen wurde es auf Schiffen zur Pfaueninsel transportiert. Das Patrizierhaus hatte angeblich seit 1360 in Nürnberg gestanden und war 1480 in Danzig neu aufgestellt worden. Nun verband Schinkel es mit dem alten Kavaliershaus, das die gelegentlichen Gäste nicht mehr aufnehmen konnte. 1829/1830 entstand ebenfalls nach Entwürfen Schinkels das „Schweizerhaus“ und seit 1829 steht in Sichtweite der Meierei zur Erinnerung an Königin Luise ein Portikus aus Sandstein, der sehr wahrscheinlich von Schinkel entworfen ist. Es handelt sich dabei um die ursprüngliche Säulenfront ihres Mausoleums von 1810 aus dem Charlottenburger Schlosspark, die dort nachträglich aus dem härteren Material Granit neu ausgeführt worden war.
Ab August 1830 war Harry Maitey als Assistent des Maschinenmeisters Franciscus Joseph Friedrich auf der Pfaueninsel tätig.

#### Die Menagerie
Schon zur Zeit der Sommeraufenthalte mit Königin Luise waren einige fremdartige Tiere auf die Insel gebracht worden. Allmählich entwickelte Friedrich Wilhelm III. geradezu eine Leidenschaft für möglichst exotische Tiere. In Paris hatte er 1815 den Jardin des Plantes kennengelernt – trotz des Namens mehr zoologischer als botanischer Garten – und wünschte sich eine ähnliche Menagerie. 1821 begann eine grundlegende Umgestaltung der Pfaueninsel durch den Gartenbaumeister und späteren preußischen General-Gartendirektor Peter Joseph Lenné. Sein Konzept sah im Westen eine Partie mit Schloss, Rosengarten und Palmenhaus vor, mit Schwerpunkt also auf Gartenanlagen und Pflanzen, und im Osten einen vorwiegend ländlichen Bereich mit der Meierei, wobei die Ausdehnung der Ackerflächen zugunsten von Wiesen deutlich reduziert wurde. Weil die neue Gartenlandschaft eine geregelte Wasserversorgung brauchte, pumpte seit 1822 eine Dampfmaschine im Maschinenhaus am Südufer das Havelwasser auf den höchsten Punkt der Insel, von wo es durch Leitungen aus Tonrohren über die Insel verteilt wurde.
Die Menageriegebäude konzentrierte Lenné im mittleren Teil der Insel. Seit die Vorliebe des Königs bekannt geworden war, trafen immer neue lebende Geschenke ein, darunter im Sommer 1834 zwei Hawaiigänse (nēnē), die mit dem Schiff Princess Louise nach Preußen gebracht worden waren, und 1836 als Präsent des Königs von Schweden eine Gruppe von Rentieren, die unter der Obhut zweier Lappländer nach Brandenburg gereist waren. In einer Bestandsaufnahme der Menagerie von 1842 werden die Rentiere allerdings nicht mehr erwähnt. Die Fasanerie des Neuen Gartens wurde auf die Pfaueninsel verlegt, Käfige und Gebäude für Lamas, Affen, Löwen und Kängurus entstanden, ebenso Volieren für viele verschiedene Vogelarten, eine Büffel- und eine Biberbucht, ein Hirschgehege und – nachdem die auf der Insel gehaltenen Braunbären sich mehrmals losgerissen hatten – eine Bärengrube. 1832 wurde eine eigene Menagerieverwaltung eingerichtet; zu diesem Zeitpunkt zählte man bereits 847 Tiere.
Thronfolger Friedrich Wilhelm IV. teilte das besondere Interesse seines Vaters nicht. Der größere Teil des Tierbestandes und mehrere der Gebäude und Einrichtungen wurden 1842 der neu gegründeten Zoologischen Gesellschaft Berlin übereignet und dienten als Grundstock für den Zoologischen Garten Berlin, der 1844 als erster Zoo Deutschlands seine Tore öffnete. Heute findet man im Zentrum der Pfaueninsel noch eine Voliere und einen Wasservogelteich.

#### Die russische Verwandtschaft
Der Kriegsverlauf während der Auseinandersetzungen mit Napoleon ließ aus Sicht Preußens eine enge Verbindung mit Russland ratsam erscheinen. Das Ziel war 1817 erreicht, als Friedrich Wilhelms III. Tochter Charlotte und der Großfürst Nikolaus heirateten. 1826 wurde der Schwiegersohn als Nikolaus I. Zar von Russland. Ihm zu Ehren wurden auf der Anhöhe gegenüber der Pfaueninsel 1819 das Blockhaus Nikolskoë und 1834–1837 die russische Kirche (heute die evangelische Kirche St. Peter und Paul) errichtet. Ganz so russisch, wie vom König ausdrücklich gewünscht, fiel das Kirchengebäude nicht aus. Die Architekten Friedrich August Stüler und Albert Dietrich Schadow orientierten sich vielmehr an den preußischen Backsteinkirchen, die Schinkel 1832 entworfen hatte. Die Zwiebelkuppel, der eigentliche russische Akzent, kam auf Anregung Schinkels hinzu. Bei Besuchen der Zarenfamilie in Preußen unternahmen die verschwägerten Familien gemeinsame Segelpartien auf der kleinen königlichen Fregatte, die auf der Pfaueninsel stationiert war. Kindlichen Vergnügungen auf der Pfaueninsel diente eine große Rutschbahn, nach dem Vorbild einer Anlage in Sankt Petersburg, wobei die Bezeichnung insoweit irreführend ist, als es sich tatsächlich um eine etwa 60 m lange Holzrampe handelte, auf der mehrere Bahnen abgeteilt waren, innerhalb derer man in kleinen Wägelchen herunter fahren konnte. Heute ist nur noch der Unterbau der Rampe, eine würfelförmige Holzhütte, zu sehen.

#### Das Palmenhaus

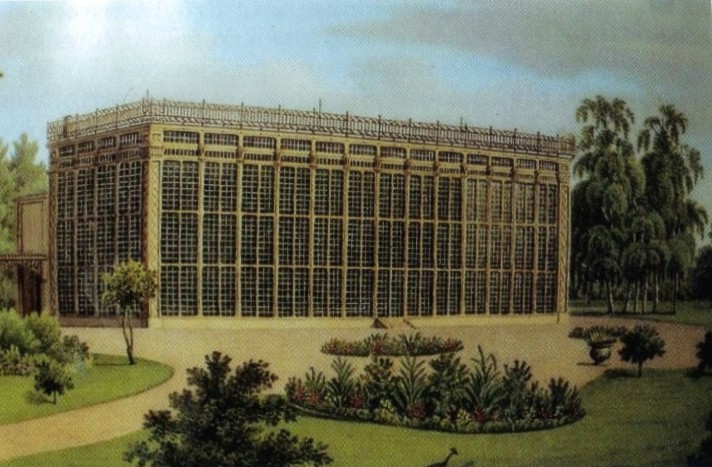
Das Palmenhaus auf einer Vase von 1836 (entzerrt)

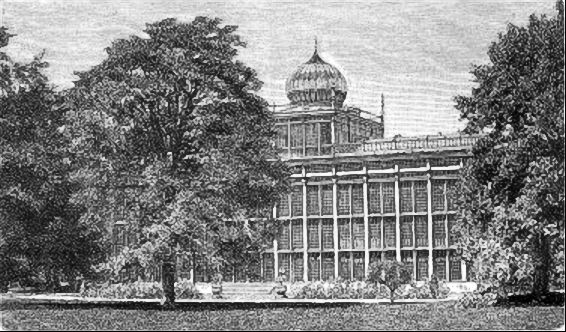
Palmenhaus mit Dachaufsatz und Kuppel

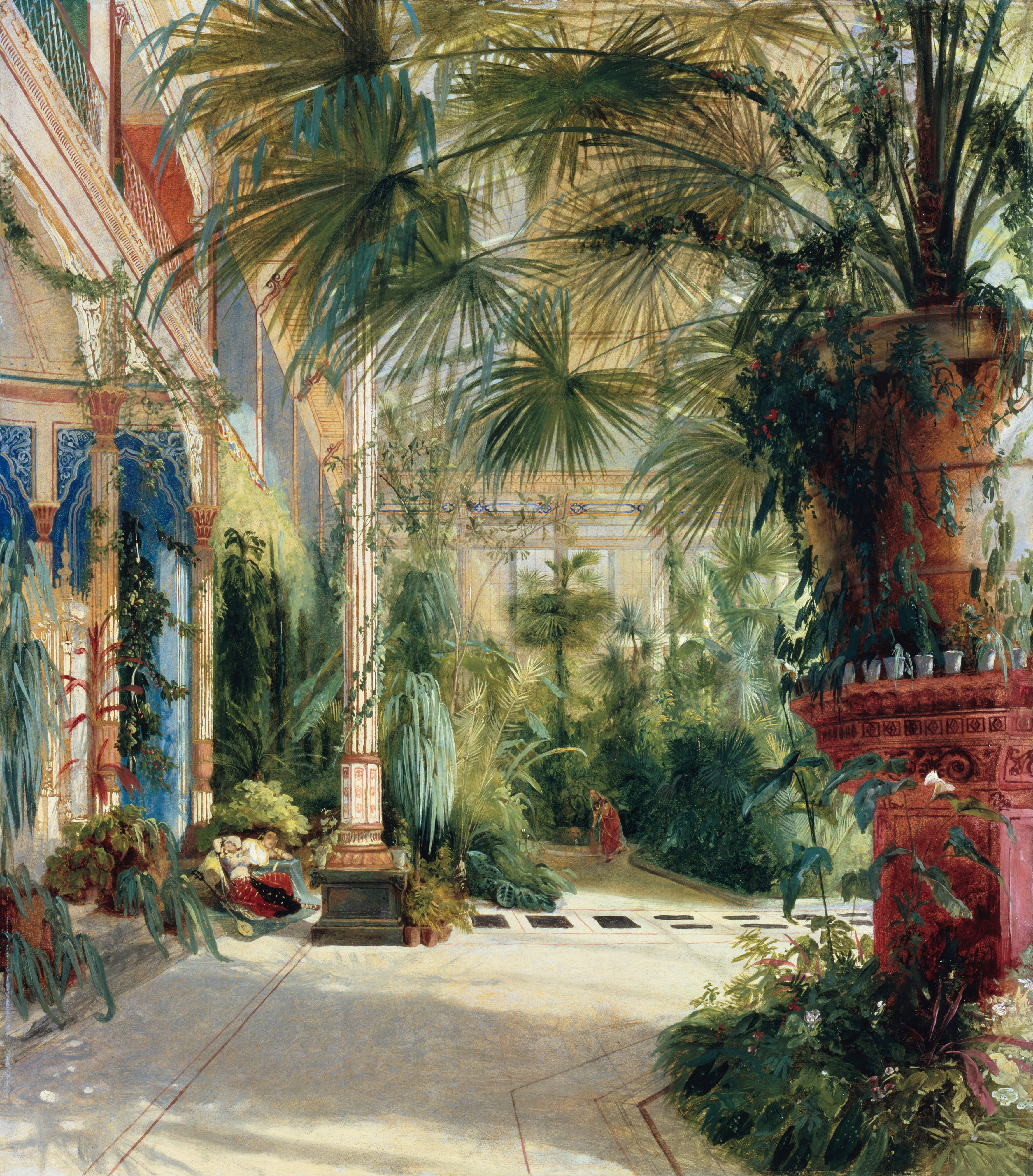
Das Innere des Palmenhauses von Carl Blechen, 1832

Eine botanische Entsprechung zur exotischen Vielfalt der Menagerie war das Palmenhaus, das zwischen 1829 und 1831 gebaut wurde. Damals stand in Paris eine europaweit berühmte Privatsammlung von Palmen zum Verkauf, der Direktor des Berliner Botanischen Gartens machte den König darauf aufmerksam – sicher im eigenen Interesse. Der ließ die Kollektion ankaufen, bestimmte zum Standort die Pfaueninsel. Schinkel entwarf dafür einen streng geformten, beheizbaren Glaspalast aus 126 einheitlichen Fenstereinheiten mit schmalen Holzstreben, ein Bauwerk, das Elemente der späteren Moderne vorwegnahm. Die Frontlänge betrug 34,5 m, Breite und Höhe jeweils 14 m.
In deutlichem Kontrast zur zurückhaltenden Fassade stand die Innenausstattung. Zunächst wurde eine kleine Marmorpagode integriert, ein englisches Beutestück aus Bengalen, angereichert mit Springbrunnen und Goldfischbassin. Entsprechend orientierte sich die gesamte Innenarchitektur an indischen Bauformen und Ornamenten. Zu den ausgestellten Pflanzen gehörten Dattelpalmen und japanische Fächerpalmen, Lianen, Sagopalmen, Elefantenfuß, Ananas- und Bananenstauden, Drachenblutbäume, Litchibäume, Gewürz- und Kaffeepflanzen. Im Zentrum des Hauses stand eine ausladende Fächerpalme, die schnell wuchs und bald das Glasdach erreichte. Um Platz für den Baum zu schaffen, erhielt das Gebäude zunächst einen Dachaufsatz mit Kuppel im indischen Stil, später musste man zusätzlich den Boden unter dem Pflanzenkübel tieferlegen. Der Maler Carl Blechen hielt Szenerien vom Inneren des Palmenhauses in Ölgemälden fest. In der unmittelbaren Umgebung des Palmenhauses wurden weitere ungewohnte Gewächse angepflanzt. Der königliche Hofgärtner und Kastellan auf der Pfaueninsel Gustav Adolph Fintelmann beschrieb das Palmenhaus und dessen unmittelbare Umgebung als Ort an dem „[…] viele der schönsten Pflanzen auffallenden Wuchses der entferntesten Welttheile vereint sind. Noch gesondert davon gedeiht, wenn vom Wetter begünstigt, Reis, Zuckerrohr und die alte Papyrusstaude […]“.
Das Palmenhaus war besonders nach Auflösung der Menagerie ein beliebter Anziehungspunkt. Schon seit 1821 gab es die Möglichkeit, an drei Tagen der Woche – Dienstag, Mittwoch und Donnerstag – die Insel zu besuchen, allerdings nur dann, wenn der König sich dort nicht aufhielt. In einer öffentlichen Erklärung vom 4. Mai 1821 wurde mitgeteilt, dass es nicht erlaubt sei, mitgebrachte Speisen und Getränke zu verzehren, und dass es dergleichen dort auch nicht zu kaufen gäbe. Der Aufruf wendete sich an das „bessergestellte Publikum“ – öffentliche Verkehrsmittel gab es noch nicht, so war es einfachen Leuten aus Berlin kaum möglich, die Insel zu erreichen.
In der Nacht vom 18. zum 19. Mai 1880 geriet das Palmenhaus aus ungeklärter Ursache in Brand. Obwohl Feuerwehren relativ rasch zur Stelle waren, brannte die fragile Holzkonstruktion bis auf die Grundmauern ab und alle Pflanzen waren verloren. Eine Wiederherstellung wurde diskutiert, anfangs auch Geld dafür bereitgestellt, das schließlich jedoch andere Verwendung fand. 1882 wurden die Reste des Gebäudes vollständig eingeebnet. Heute erinnern steinerne Markierungen und Beete mit historischen Blattpflanzen an das Gebäude.

#### Zier- und Nutzgarten
Schon 1821, mit Beginn der grundlegenden Umgestaltung der Pfaueninsel durch Lenné, war eine umfangreiche private Rosensammlung für 5000 Taler angekauft worden. Zwischen Schloss und Kastellanhaus wurde ein Rosengarten angelegt, die erste Einrichtung dieser Art in Preußen. Nach einigen Jahren intensiver Pflege enthielt er 2000 Stöcke und 140 verschiedene Sorten. Die seither weitgehend zerstörte Anlage wurde 1989 wiederhergestellt.
Ferdinand Fintelmann und danach sein Neffe Gustav Adolph unternahmen in der ersten Hälfte des 19. Jahrhunderts auf der Insel verschiedene Versuche mit Nutz- und Zierpflanzen. In Veröffentlichungen des Vereins zur Beförderung des Gartenbaus in den königlich preußischen Staaten berichteten sie mehrfach von ihren Erfahrungen, auf den Versammlungen des Vereins zeigten sie ihre botanischen Spezialitäten. Ferdinand kultivierte zwei damals noch seltene Pflanzen: Hortensien, die mit Hilfe der Schilf-Erde einen blauen Farbton annahmen, und Dahlien, die seinerzeit noch Georginen hießen. Der Neffe schrieb 1838 rückblickend: „Der Garten wurde immer reicher, ja berühmt durch die Kultur der Georginen oder Dahlien, die von hier selbst bis Amerika, von wo sie eingeführt, versendet wurden, und waren ihrer Zeit die schönsten, welche man kannte.“ Der Züchter selbst empfahl die Pflanze auch als Futtermittel und vermutete: „Vielleicht wird diese Pflanze von Landwirthen künftig als nutzbares Futterkraut aufgenommen, wenn auch die Wurzelknollen nicht so vortheilhaft als Kartoffeln […] seyn sollten.“
Gustav Adolph Fintelmann wiederum widmete sich speziell dem Rhabarber. In einem Aufsatz stellte er fünf verschiedene Arten davon als mehr oder weniger gebräuchliche Zierpflanzen vor, veröffentlichte aber auch einen Text über Die Kultur des Rhabarbers und seine Anwendung statt frischen Obstes in der Wirtschaft, damals offenbar ein neuer Gedanke; denn er versichert darin gleich zu Anfang „[…] daß niemand irgend etwas von dem Rhabarber als Zuspeise oder Kuchenfüllung zu fürchten habe […]“

#### DieRoyal Louiseund der Fregattenschuppen

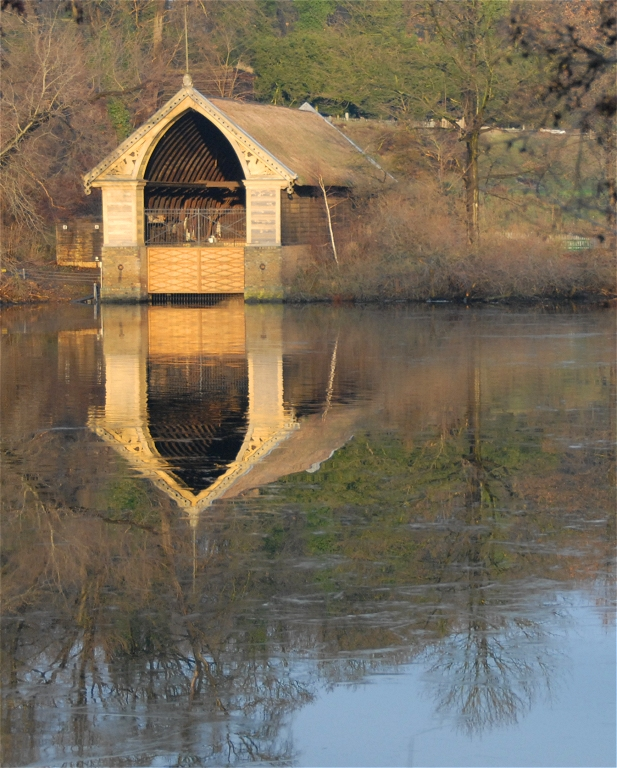
Fregattenschuppen, Januar 2008

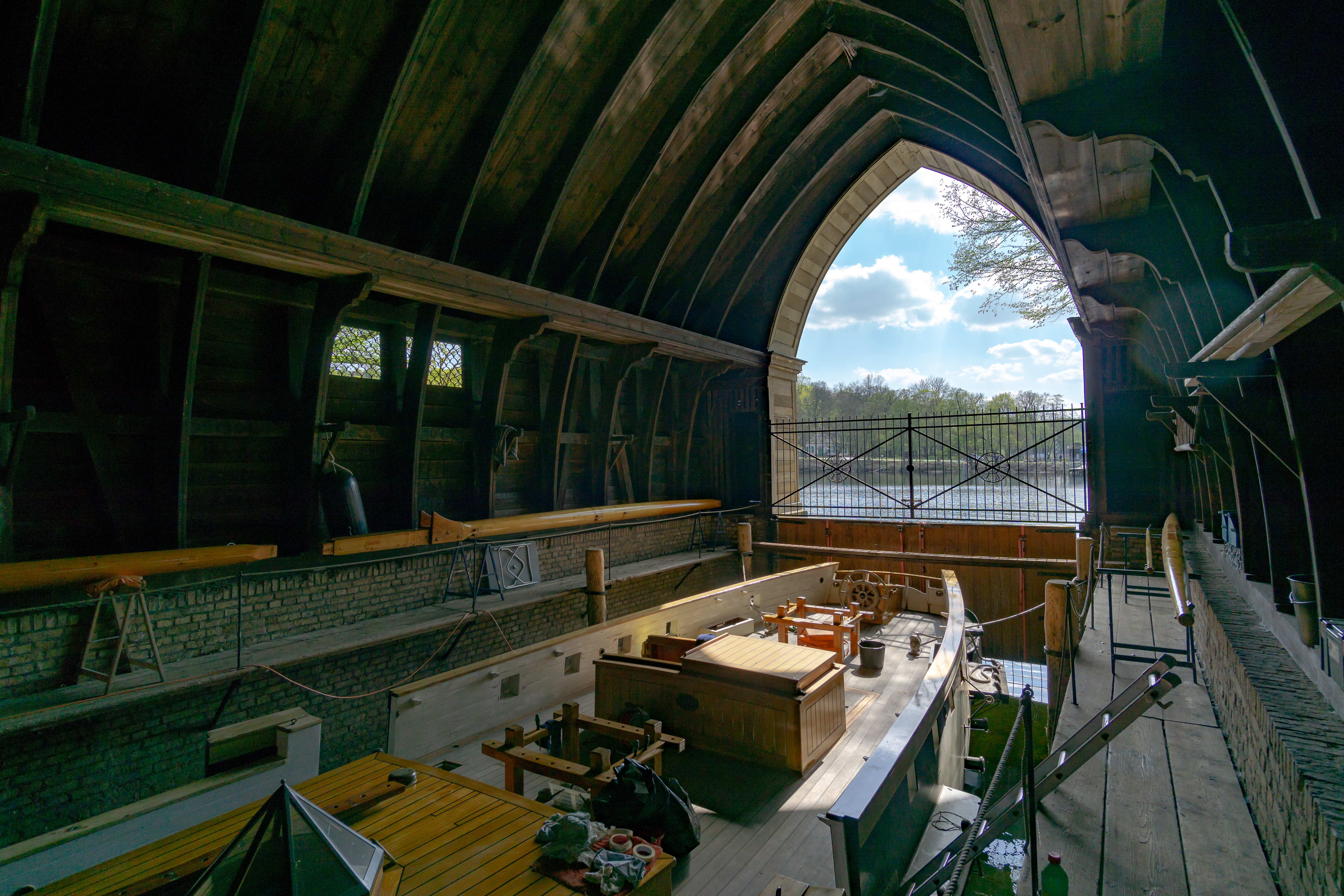
Fregattenschuppen mit abgetakelter Royal Louise

Im Jahr 1833 errichtete Albert Dietrich Schadow am Ostufer der Pfaueninsel als Bogenbohlenkonstruktion den hölzernen Fregattenschuppen, ein Bootshaus für das Segelschiff Royal Louise. Diese auf knapp 18 m Deckslänge verkleinerte, hochseetüchtige Kopie einer Fregatte hatte ihren Namen im Gedenken an die bereits 1810 verstorbene Königin Luise erhalten. Die Lustjacht war 1831 nach dem gemeinsamen Sieg über Napoleon als Geschenk des britischen Königs Wilhelm IV. an den preußischen König Friedrich Wilhelm III. in den Royal Dockyards in Woolwich gebaut und 1832 zur Pfaueninsel überführt worden. 1841 wurde das Schiff zur Matrosenstation Kongsnæs am Jungfernsee bei Potsdam nahe der Glienicker Brücke verlegt und behielt im Fregattenschuppen sein Winterquartier. Während des Ersten Weltkriegs war es dort eingelagert. Der abdankende deutsche Kaiser Wilhelm II. überließ das geerbte Schiff dem Verein Seglerhaus am Wannsee zur Nutzung durch die Jugendabteilung. 1926 übernahm die Fischerei-Lehranstalt Sacrow den mittlerweile ausgeschlachteten Schiffsrumpf. 1935 restaurierte die Reichsmarine das Schiff und stellte es als Denkmal in Kiel aus. Nach Ende des Zweiten Weltkriegs wurde es wegen seines schlechten Zustandes auf Anordnung des Alliierten Kontrollrats vernichtet.
Zwischen 1997 und 1999 entstand in Berlin-Köpenick im Rahmen einer „beschäftigungswirksamen Maßnahme“ ein Nachbau der Royal Louise, der seit 2004 unter Verantwortung eines neugegründeten Vereins wieder auf den Gewässern der Unterhavel von der Scharfen Lanke in Spandau bis zum Lehnitzsee bei Fahrland kreuzt. Seitdem dient der Fregattenschuppen wieder seinem ursprünglichen Verwendungszweck als Winterlager der abgetakelten Royal Louise.

### Friedrich WilhelmIV.

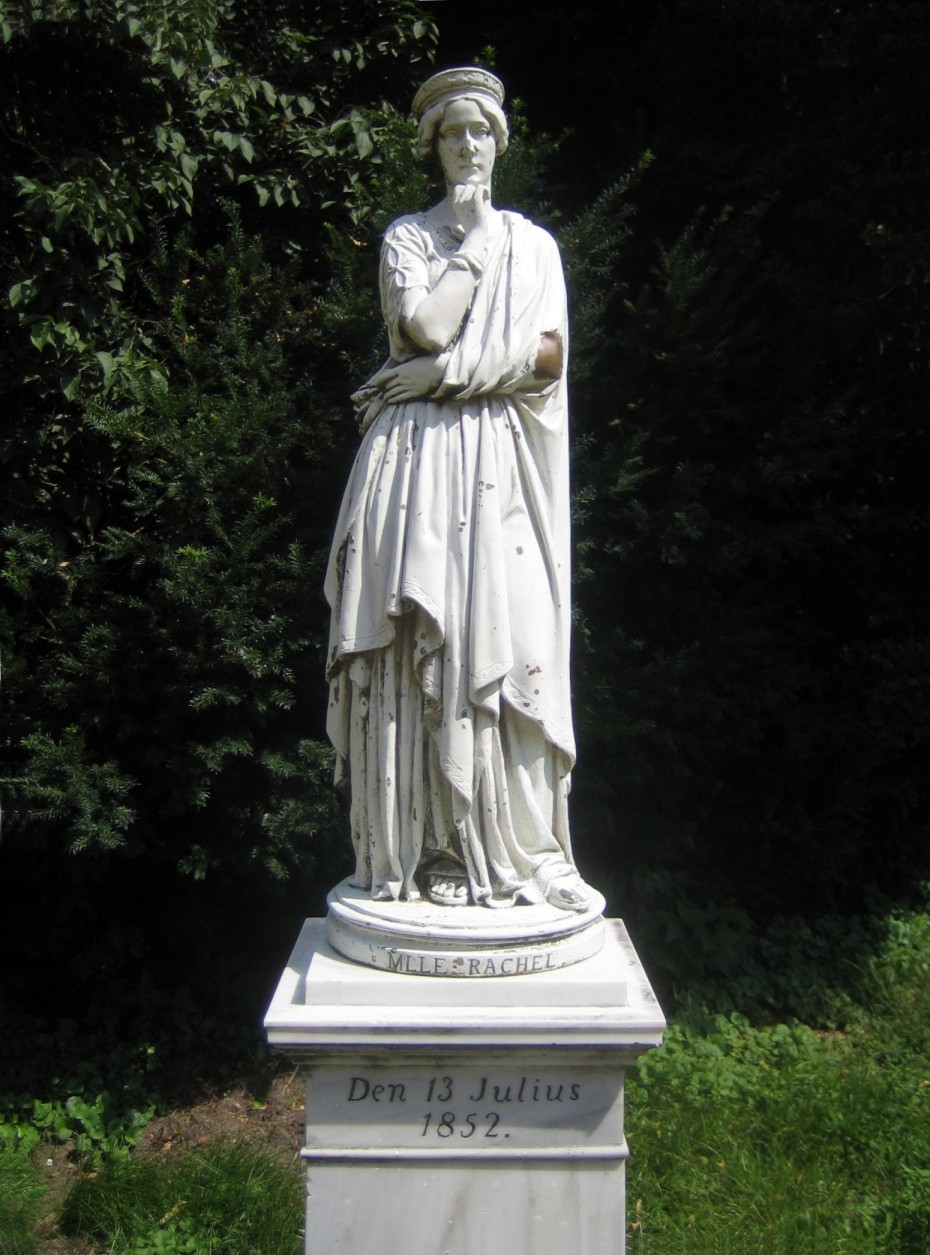
Statuette der Schauspielerin Rachel

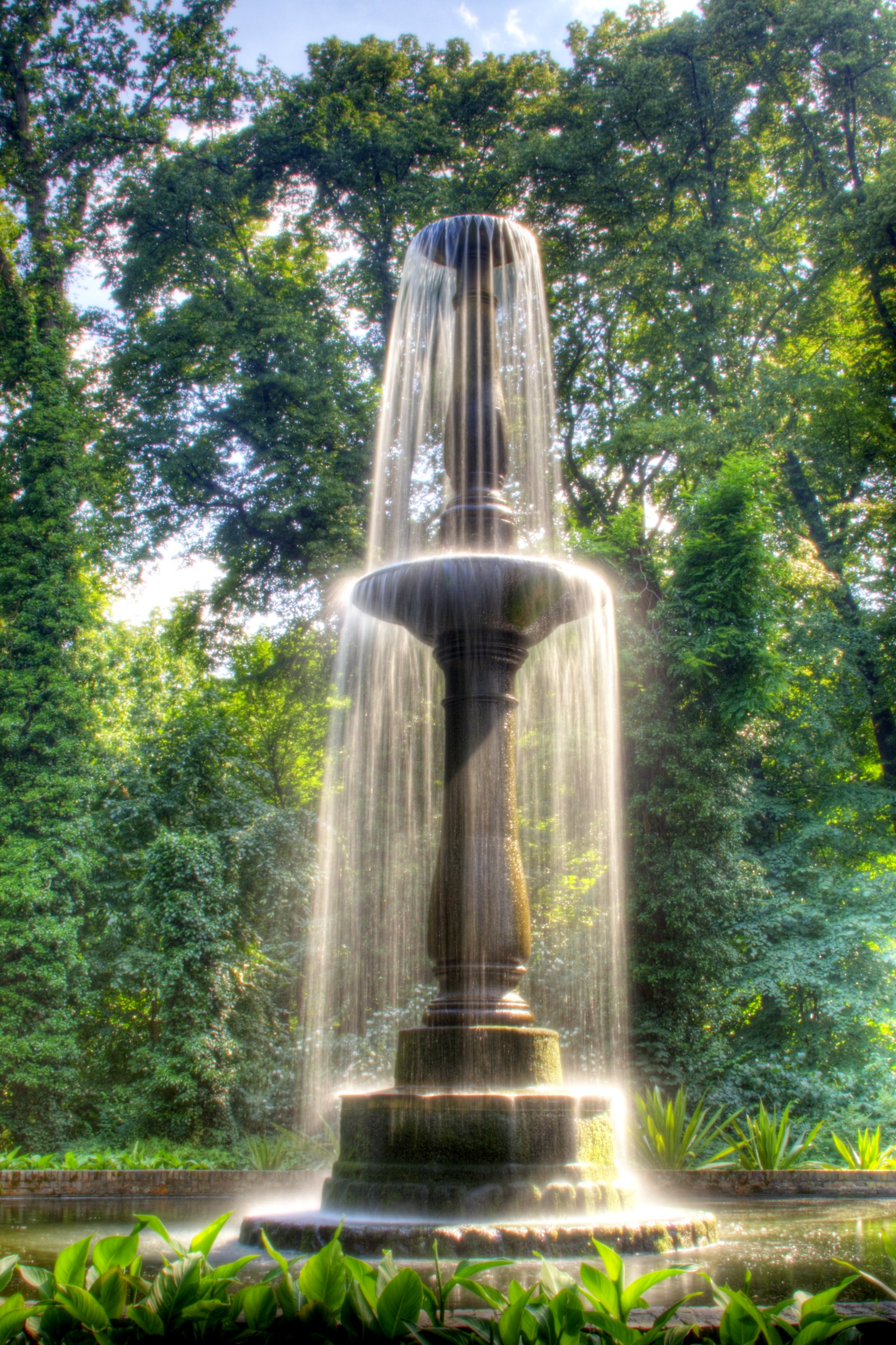
Brunnen von Martin Friedrich Rabe

Die kontinuierliche Nutzung der Pfaueninsel durch preußische Herrscher endete, als Friedrich Wilhelm III. 1840 starb. Sein Nachfolger Friedrich Wilhelm IV. ließ sich gelegentlich für einige Stunden im Sommer auf die Insel rudern, bewohnte das Schloss aber nicht.
Sein Bruder Wilhelm, Prinz von Preußen, suchte während der revolutionären Unruhen 1848 für zwei Tage Zuflucht auf der Pfaueninsel. Dem Prinzen, der sich für eine militärische Lösung des Konflikts eingesetzt hatte, wurde irrtümlich ein Feuerbefehl gegen die Aufständischen zugeschrieben (Kartätschenprinz). Er flüchtete über Spandau in Zivilkleidung zur Pfaueninsel. Dort kam er um zwei Uhr in der Nacht zum 21. März 1848 an und versteckte sich für zwei Tage und zwei Nächte im Haus des Hofgärtners Fintelmann. Inzwischen verlangten die aufgebrachten Bürger in Berlin seine dauerhafte Entfernung vom Hof. Der König gab scheinbar nach, Prinz Wilhelm reiste unterdessen heimlich von der Insel ab und begab sich unter dem Pseudonym Lehmann nach London. Schon Anfang Juni desselben Jahres war er wieder zurück in Berlin. 1861 wurde er dann als Wilhelm I. König von Preußen, 1871 Deutscher Kaiser. Es gibt keinerlei Berichte über weitere Besuche Wilhelms auf der Pfaueninsel nach dem unfreiwilligen Aufenthalt von 1848.
Am 15. Juli 1852 wollte Friedrich Wilhelm IV. für seinen russischen Schwager, der sich zu Besuch in Berlin befand, eine Sondervorstellung der berühmten Schauspielerin Rachel auf der Pfaueninsel arrangieren. Die Diva, gerade zu Gastspielen in Berlin, fand einen Auftritt im Freien, ohne jede Bühne, jedoch unzumutbar: „Bin ich eine Seiltänzerin? Ich werde nicht spielen!“ Sie ließ sich schließlich mit Mühe überreden, hauptsächlich, weil sie bei dem erzkonservativen Zaren in Ungnade gefallen war, als sie 1848 auf offener Bühne die Marseillaise gesungen hatte, und jetzt hoffte, nach einer erfolgreichen Vorstellung auch wieder in Russland auftreten zu dürfen. Der Auftritt, bei dem sie einen Ausschnitt aus Jean Racines Athalie vortrug, war ein Erfolg, König und Hofgesellschaft beglückwünschten sie und der Zar lud sie, wie erhofft, nach St. Petersburg ein.  Theodor Fontane schildert das Ereignis im Band Havelland seiner  Wanderungen durch die Mark Brandenburg. Auf der Pfaueninsel erinnert daran eine Marmorstatuette der Tragödin, die von Bernhard Afinger, einem Schüler des Bildhauers Christian Daniel Rauch, geschaffen wurde.

### Bis 1945
In den folgenden Jahrzehnten wurden die Mittel für die Instandhaltung mehrfach gekürzt und die pflegeintensiven Bereiche litten unter den Einsparungen. Der Rosengarten konnte 1870 noch einmal erneuert werden, aber bald richteten undisziplinierte Ausflügler hier und in den übrigen Anlagen schwere Schäden an.
Im Sommer 1897 nutzte der Elektroingenieur Adolf Slaby mit der Erlaubnis Wilhelms II. die Pfaueninsel für seine ersten Experimente zur drahtlosen Telegraphie. Der Standort wurde aber dann zur Heilandskirche in Sacrow verlegt.
Die Pfaueninsel bildete seit dem 19. Jahrhundert einen eigenen Gutsbezirk im Kreis Teltow. Im Rahmen der Bildung von Groß-Berlin am 1. Oktober 1920 wurde der Gutsbezirk Pfaueninsel, der 1919 auf einer Fläche von 98 Hektar 45 Einwohner hatte, ein Teil des Berliner Bezirks Zehlendorf. Nach dem Ersten Weltkrieg war die Insel für einige Jahre das Zielgebiet rein kommerzieller Interessen. Die Verwertungspläne reichten von der Anlage einer Villenkolonie über den Betrieb einer Privatschule mit Internat bis zum Luxussanatorium für Senioren. Erst 1924 wurden derartige Pläne gegenstandslos und der Niedergang der Insel war beendet. Auf der Grundlage einer 1922 von Wolfgang Stichel verfassten Studie über die schützenswerte Flora und Fauna der Pfaueninsel erhielt die Insel am 28. Februar 1924 den Status eines Naturschutzgebietes.
Aus Anlass der Olympischen Sommerspiele 1936 in Berlin bestimmten die Nationalsozialisten die Pfaueninsel zum Schauplatz für ein festliches Spektakel, und am 15. August wurde mit einer Italienischen Nacht der Abschluss der Spiele gefeiert. Pioniere hatten eine Schiffsbrücke zur Insel gelegt, junge Mädchen in Renaissancekostümen dienten als Pagen, das Opernballett tanzte bei Fackelschein, überall in den Bäumen gab es Girlanden von Lampions, den Abschluss machte ein Feuerwerk – nach dem Willen des Gastgebers Goebbels das größte, das die Welt je gesehen hatte. Auf der Gästeliste standen insgesamt 1000 Prominente: ein König und ein Herzog, mehrere Kronprinzen, Lords und Ladys, das Internationale Olympische Komitee und die deutsche Reichsregierung, eine Reihe von Botschaftern, nicht zuletzt die Söhne Mussolinis. Manche Gäste waren peinlich berührt wegen des zur Schau gestellten Aufwands. Das ausufernde, lärmende Feuerwerk weckte ungute Assoziationen. Der französische Botschafter André François-Poncet notierte: „Die prasselnden Raketen machten den Eindruck eines gewaltigen Artilleriefeuers“, der amerikanische Botschafter William Dodd merkte an, dass sich „viele Leute über diese Form von Kriegspropaganda beschwerten“. Die faschistischen Veranstalter aber waren zufrieden mit dem Fest und mit den Spielen insgesamt; sie verdankten ihnen einen beachtlichen Propagandaerfolg.
Mit einer kurzen Episode war die Pfaueninsel dann in den Untergang des nationalsozialistischen Regimes verwickelt. Berlin war schon weitgehend von der Roten Armee erobert, die Kapitulation der Stadt stand kurz bevor. In dieser absolut aussichtslosen Lage wurden am 29. April 1945 aus dem Führerbunker nacheinander zwei kleine Soldatentrupps in Marsch gesetzt. Sie sollten sich zur Pfaueninsel durchschlagen, um Botschaften Hitlers an zwei Flugzeuge zu übergeben, die dorthin beordert worden waren, um die Dokumente aus der Stadt zu schaffen. Bei den Papieren handelte es sich um das „politische Testament“ Hitlers, der einen Tag später Selbstmord beging, sowie um einen dringenden Hilferuf an General Walther Wenck, den Oberbefehlshaber der 12. Armee, die zu diesem Zeitpunkt schon auf dem Weg nach Westen war, um sich den Amerikanern zu ergeben. Die Boten aus dem Bunker erreichten zwar die Pfaueninsel; dennoch scheiterte das Unternehmen in der Verwirrung der letzten Kriegstage. Bei Nacht und beschossen von der Roten Armee musste die erste Maschine überhastet wieder starten, eine andere kam zu spät – die Überbringer der Nachrichten hatten die Insel schon wieder verlassen. Den Ausgang des Krieges und das Ende der Zeit des Nationalsozialismus beeinflusste die Aktion nicht.

## Die Pfaueninsel heute

### Fähre Pfaueninsel

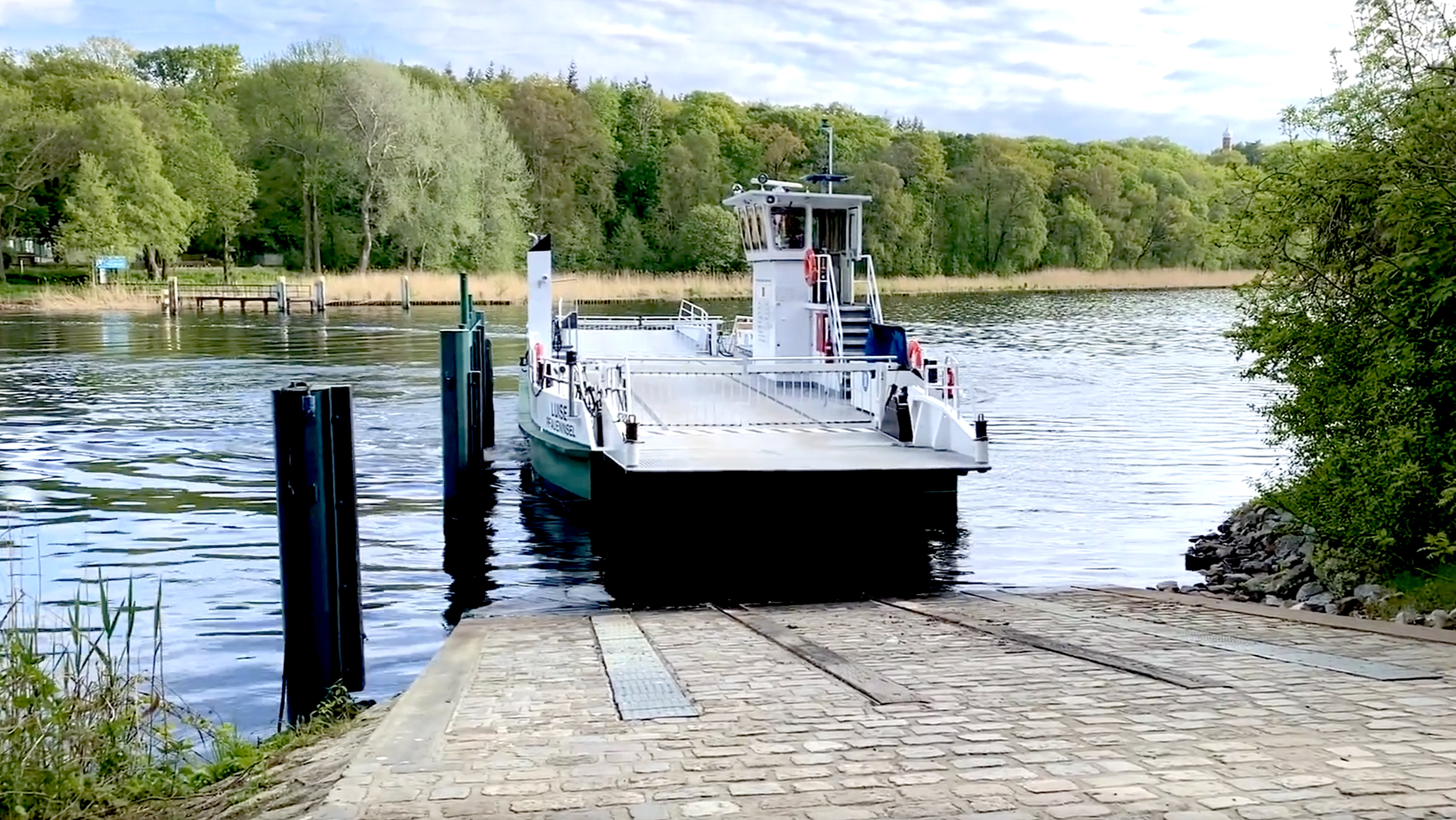
Vom Festland zur Insel mit der Fähre Luise

Im Jahr 1811 gab es eine erste Lastfährverbindung vom Festland zur Pfaueninsel. Erst 1821 wurde eine öffentliche Fähre eingerichtet, da die Insel dienstags bis donnerstags Besuchern zugänglich gemacht wurde. Es verkehrte zudem ein Ausflugsdampfer von Potsdam zur Pfaueninsel. Das 1905 zum Zwecke der Fährverbindung in Dienst gestellte Holzboot sank 1945 schwer beschädigt. 1948 wurde es gehoben und 1950 konnte der Fährbetrieb wieder eröffnet werden. Im gleichen Jahr wurde auch ein Antrag für die Einrichtung eines Fährverkehrs zwischen dem Kladower Ausflugslokal Brüningslinden und der Pfaueninsel gestellt, der jedoch wegen geringer Rentabilität und dem Verlauf zu dicht an den Grenzanlagen abgelehnt wurde. 1956 richtete man zwischen dem Nikolskoer Weg und der Pfaueninsel eine Seilfähre für maximal zwei Kraftfahrzeuge und 60 Personen ein, die 1968 durch eine neue Wagenfähre mit Motorantrieb ersetzt wurde.
Zwischen dem Festland und der Insel verkehren die kleine Personenfähre Louise (Baujahr 1968), die 25 Personen aufnimmt, und eine zwanzig Tonnen schwere Wagenfähre (22 m), die ein Auto und 150 Personen transportieren kann. Die Fähre wird von der Stiftung Preußische Schlösser und Gärten betrieben und ist tagsüber im Einsatz. Seit 2011 verkehrt eine neue Fähre (Baujahr 2011), die – wie schon die alte – Personen und Fahrzeuge transportieren kann.

### Naturschutzgebiet Pfaueninsel

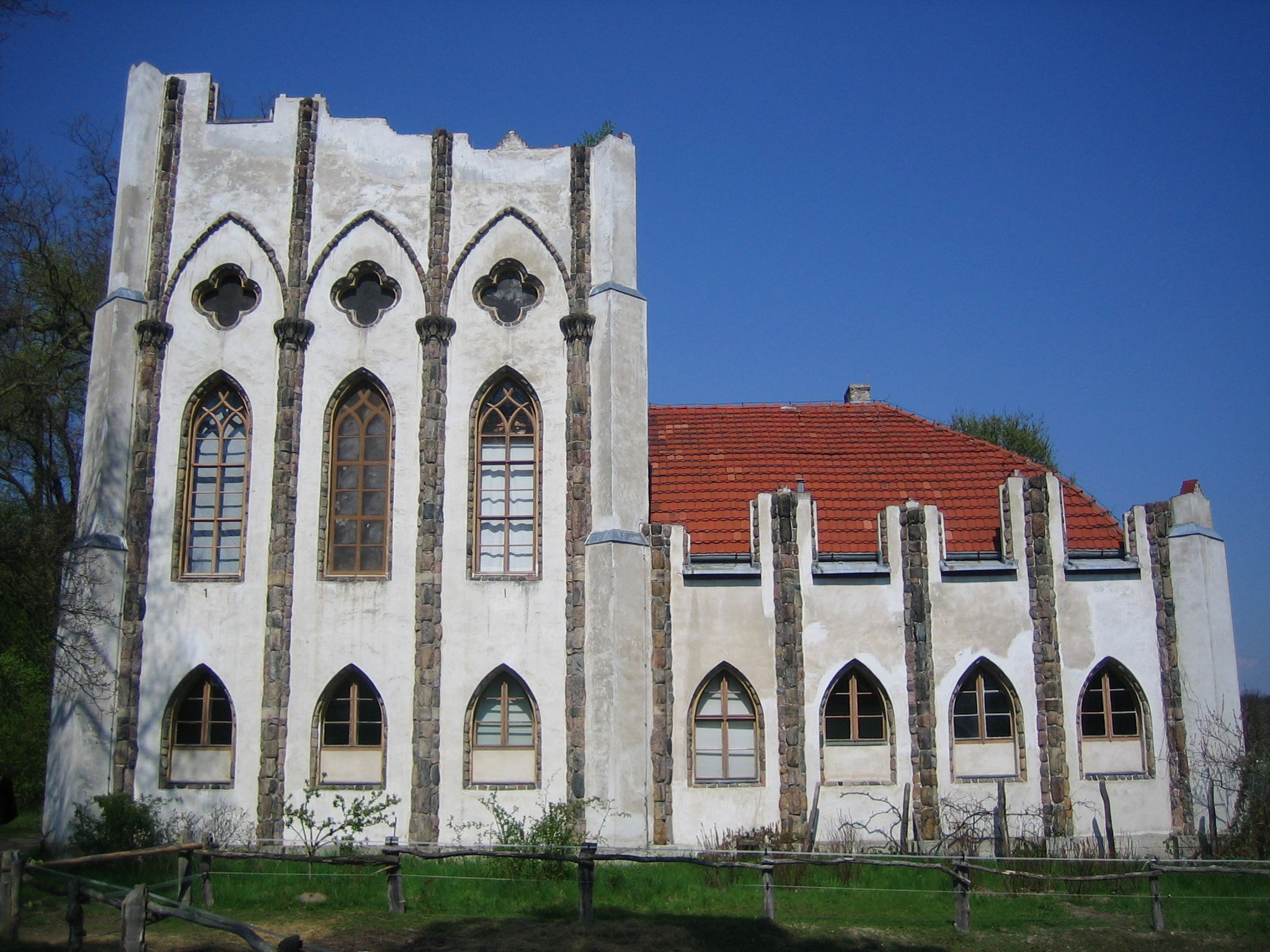
Meierei, Ansicht von Südosten

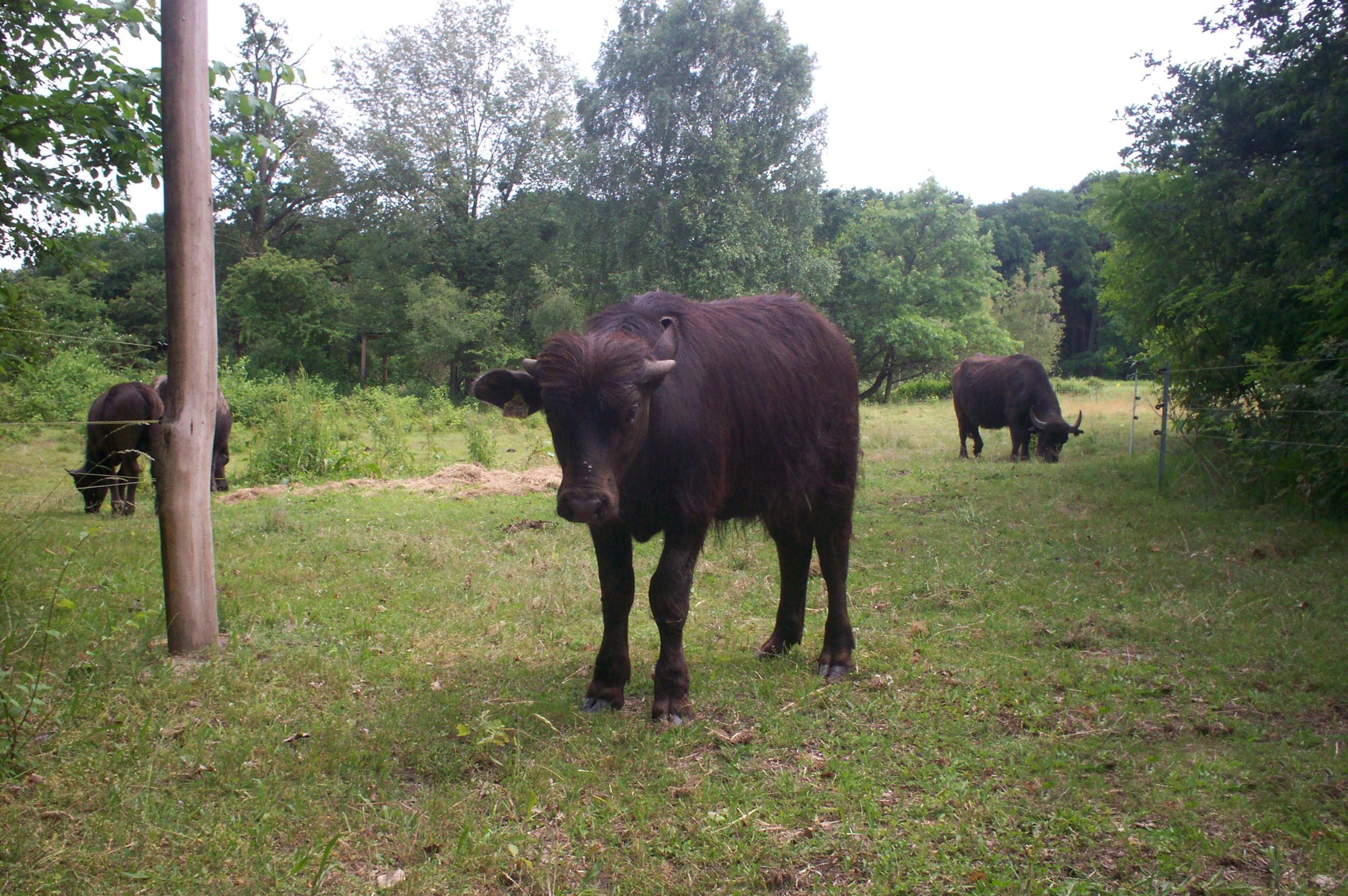
Wasserbüffel auf der Hechtlaichwiese

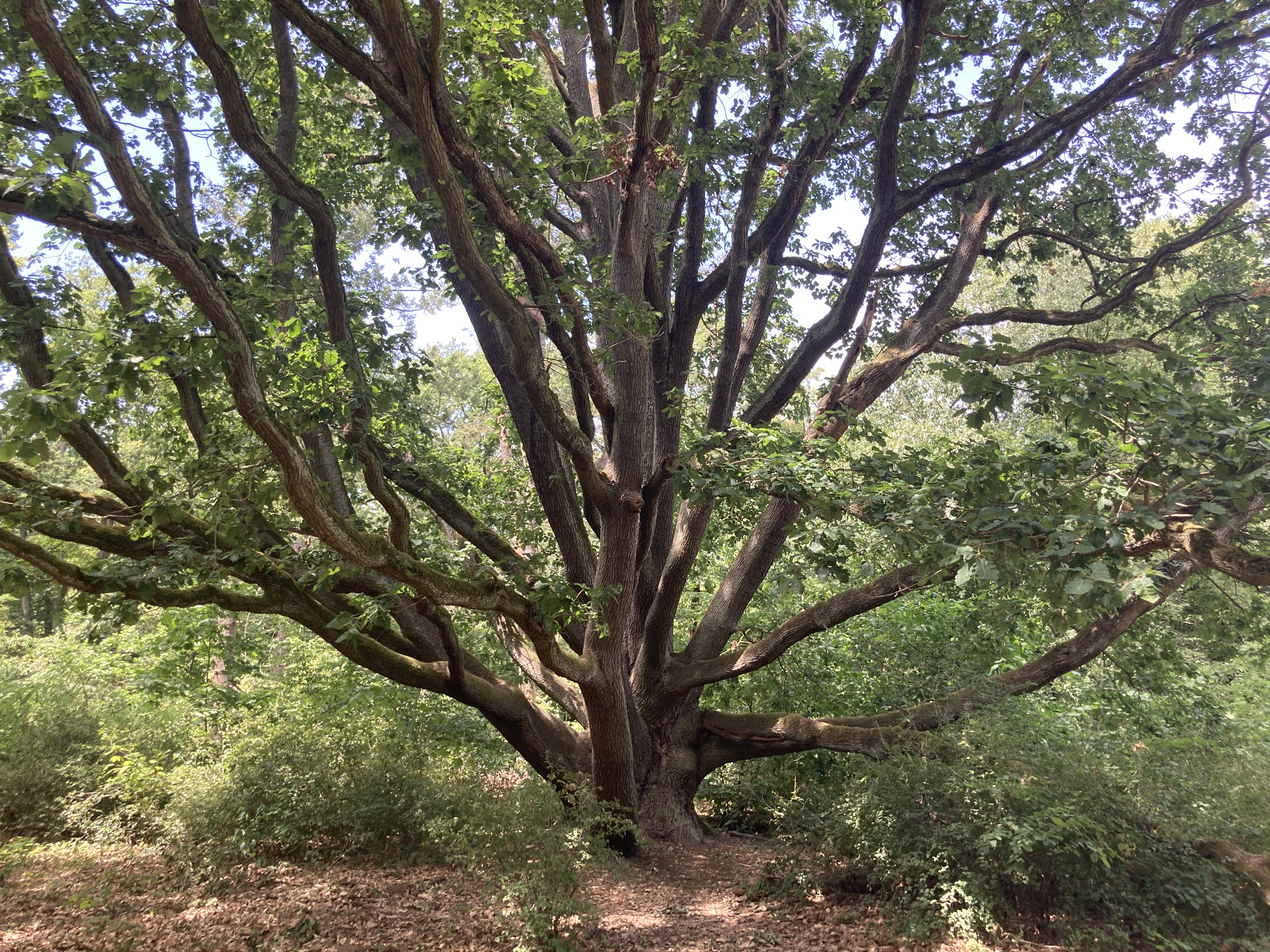
Traubeneiche auf der Pfaueninsel

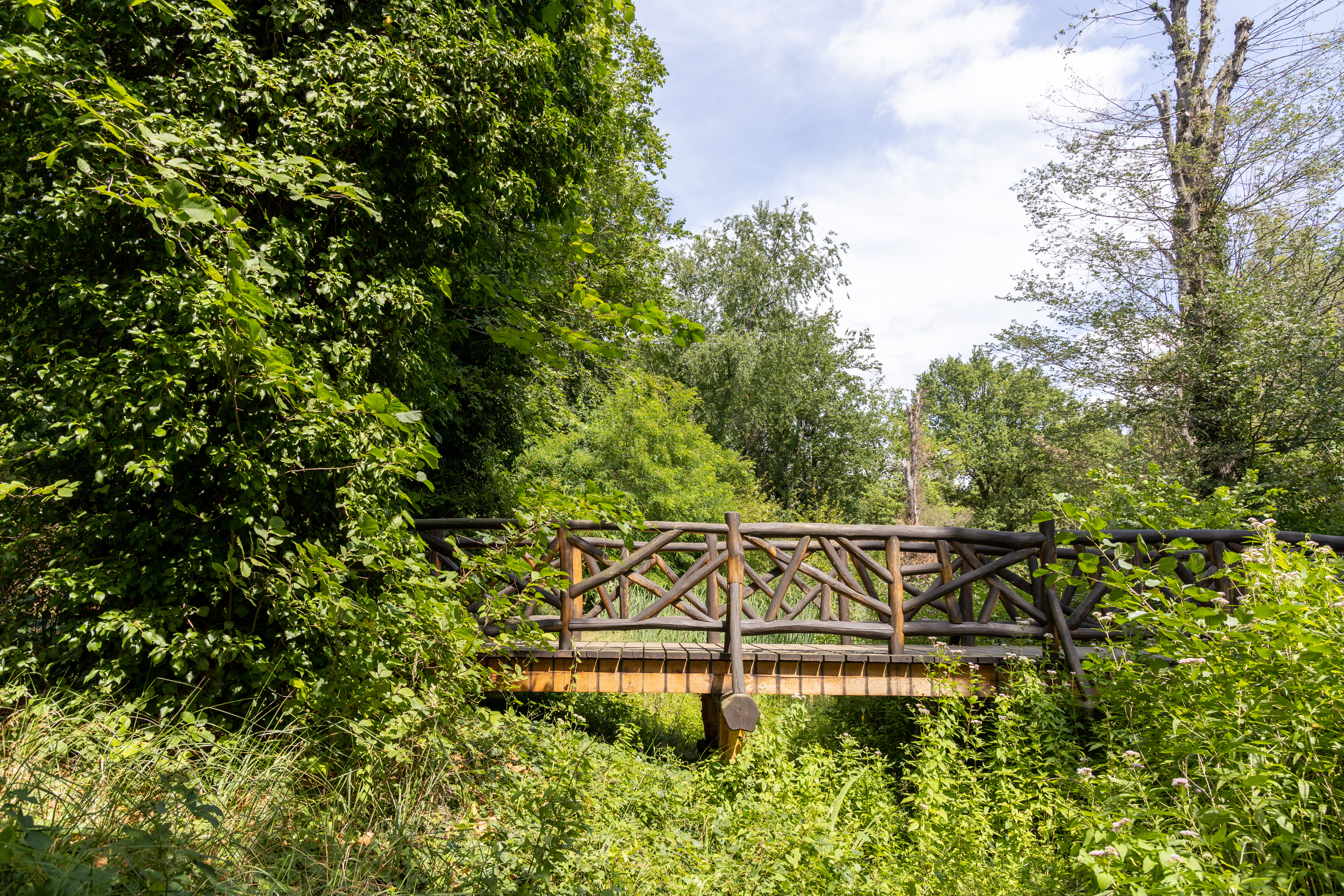
Holzbrücke

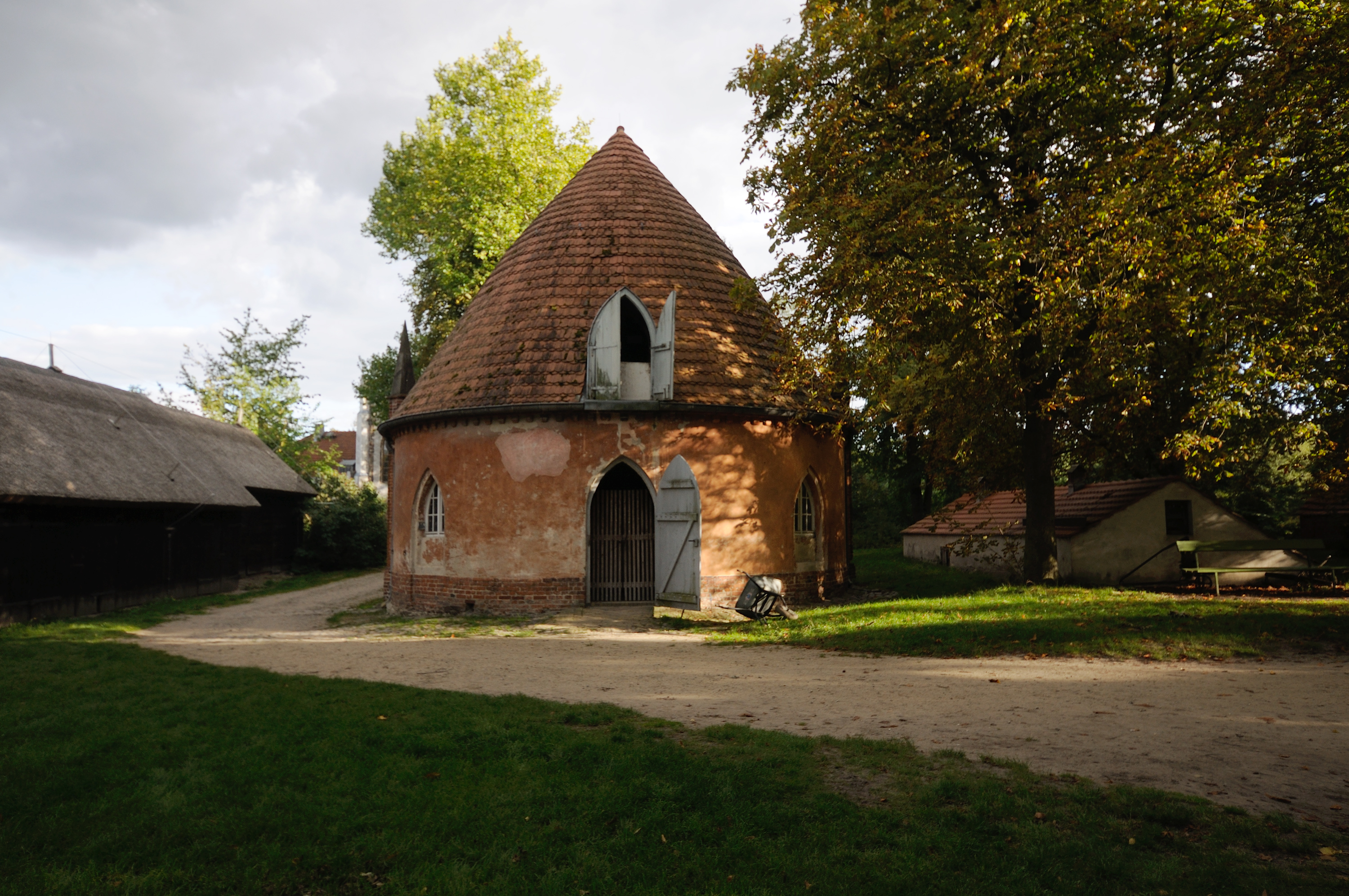
Pferdestall

Die Pfaueninsel bestand ursprünglich aus zwei Teilen: einer größeren Südinsel und einer kleineren Nordinsel. Die östlich der heutigen Bucht Parschenkessel gelegene Hechtlaichwiese ist der vermoorte Teil der ehemaligen Wasserrinne. Obwohl die Insel bereits in der Bronzezeit besiedelt war, blieb die Natur lange Zeit sich selbst überlassen. Landwirtschaftlich genutzt wurde die Insel zunächst um 1683 zur Kaninchenzucht und später als verpachteter Hutewald. Die 1795 im Zuge der Schlossbebauung im Nordteil der Insel errichtete Meierei nutzt bis heute die sie umgebenden Flächen zur Viehhaltung. Von der ehemals auf der Insel befindlichen Menagerie exotischer Tiere sind heute nur noch die mit dem Eiland namentlich verbundenen Pfauen angesiedelt. In unmittelbarer Nähe vom Schloss Pfaueninsel finden sich in gärtnerischer Pflege der Runde Garten und der Rosengarten. Sie sind wie die übrigen Flächen der Insel Teil des von Lenné entworfenen Landschaftsparks. Das Konzept Lennés sah für weite Teile der Insel den Erhalt des alten Baumbestandes vor, sodass neben einem durchdachten Wegenetz vor allem bis heute erhaltene Sichtachsen den wesentlichen Eingriff des Gartenarchitekten in die Natur der Insel darstellten.
Nachdem es zu Beginn des 20. Jahrhunderts Pläne gegeben hatte, die Pfaueninsel ähnlich der Havelinsel Schwanenwerder mit Villen zu bebauen, gelang es dem Entomologen Wolfgang Stichel zusammen mit der staatlichen Stelle für Naturdenkmalpflege, die Insel am 28. Februar 1924 als eines der ersten Naturschutzgebiete Berlins auszuweisen. Begründet wurde diese Maßnahme mit dem Vorkommen seltener Pflanzen und schützenswerter Vogelbrutstätten. Die aktuell gültige Verordnung stammt vom 28. Juni 1941. Heute ist die Insel als Natura-2000-Gebiet nach der Fauna-Flora-Habitat-Richtlinie Teil des Besonderen Schutzgebietes Westlicher Düppeler Forst. Die Insel ist heute rundherum mit einem Schutzzaun gegen Schwarzwild umgeben, die dieses sehr gut schwimmen kann und erhebliche Verwüstungen anrichten könnte. Das Naturschutzgebiet umfasst 88,3 Hektar Fläche, wobei 68 Hektar auf die Landfläche der Insel und der Rest auf die umgebende Ufer- und inselnahe Wasserfläche entfallen. Nur etwa 40 Menschen leben ständig auf der Insel.
Ein Großteil der Insel ist Wald. Zu den bemerkenswerten Bäumen gehören die teils mehrere hundert Jahre alte Eichen, die zum Teil auch freistehen. Vor allem die partiell oder vollständig abgestorbenen Bäume bieten ideale Lebensräume für Vögel und Insekten, Moose, Flechten und Pilze. So finden sich hier beispielsweise die seltenen Käferarten Eremit und Großer Eichenbock. Neben Eichen und anderen einheimischen Baumarten gibt es auf der Insel zahlreiche exotische Bäume, die auf Pflanzungen des 19. Jahrhunderts zurückgehen. Zu diesen Bäumen gehören der Ginkgo, die Kolorado-Tanne, die Sumpf-Eiche, der Tulpenbaum und die Weiße Maulbeere. Eine weit über 100 Jahre alte Libanon-Zeder, ursprünglich ein Geschenk des Sultans des Osmanischen Reiches, Abdülhamid II., an Kaiser Wilhelm II., fiel im Januar 2007 dem Orkan Kyrill zum Opfer und wurde später durch eine Neupflanzung ersetzt.
Neben Waldflächen gehören Wiesen zum Landschaftsbild der Insel. Als Teil der Landschaftsplanung Lennés entstanden, findet sich hier häufig Sandtrockenrasen mit typischen Pflanzen wie der Früh-Segge, der Gemeinen Grasnelke, der Heide-Nelke oder dem Raublättrigen Schaf-Schwingel. Seltener sind auf der Insel Pflanzen wie der Ährige Ehrenpreis, das Blaugrüne Schillergras, die Frühlings-Segge oder die Karthäuser-Nelke, die basenreiche Böden bevorzugen. Daneben gibt es im Bereich der Heidewiese charakteristische Heidepflanzen wie den Besenginster, das Heidekraut und den Wacholder. Die als Hechtlaichwiese bezeichnete vermoorte Landenge im Norden der Insel ist heute eine Feuchtwiese. Zum Pflanzenbestand dieses Gebietes gehören die Gold-Segge, die Sumpf-Segge, die Steif-Segge, die Ufer-Segge, die Kuckucks-Lichtnelke, das Rohrglanzgras, das Schilfrohr, der Sumpffarn, die Sumpfplatt-Erbse und der Wasser-Schwaden. Am Rand der Hechtlaichwiese finden sich zudem Exemplare von Augentrost, Großem Klappertopf, Kanten-Lauch, Langblättrigem Blauweiderich und Mariengras.
In den flachen Bereichen der zum Naturschutzgebiet gehörenden Uferzonen gehören Röhrichte zum Landschaftsbild. Zu den dort vorkommenden Arten zählen das Braune Zypergras, die Röhricht-Brennnessel und der Sumpf-Teichfaden. Die Röhrichtbestände sind ein bevorzugtes Brutgebiet für verschiedene Vogelarten, wie den Teichrohrsänger oder den Drosselrohrsänger. Weitere auf der Pfaueninsel anzutreffende Vogelarten sind der Schwarzmilan, der Buntspecht, der Schwarzspecht, der Grünspecht, der Mittelspecht, der Kleinspecht, der Kormoran, die Nachtigall und der Pirol, gelegentlich ein im Bereich der Unterhavel ansässiger Seeadler.
Die historischen Gebäude der Insel sind nicht nur Teil des Weltkulturerbes, sondern dienen auch als Lebensraum verschiedenen Tierarten. So nutzen Fledermäuse wie das Große Mausohr oder die Wasserfledermaus die Gebäude als Winterquartier.

### Erholungsgebiet Pfaueninsel

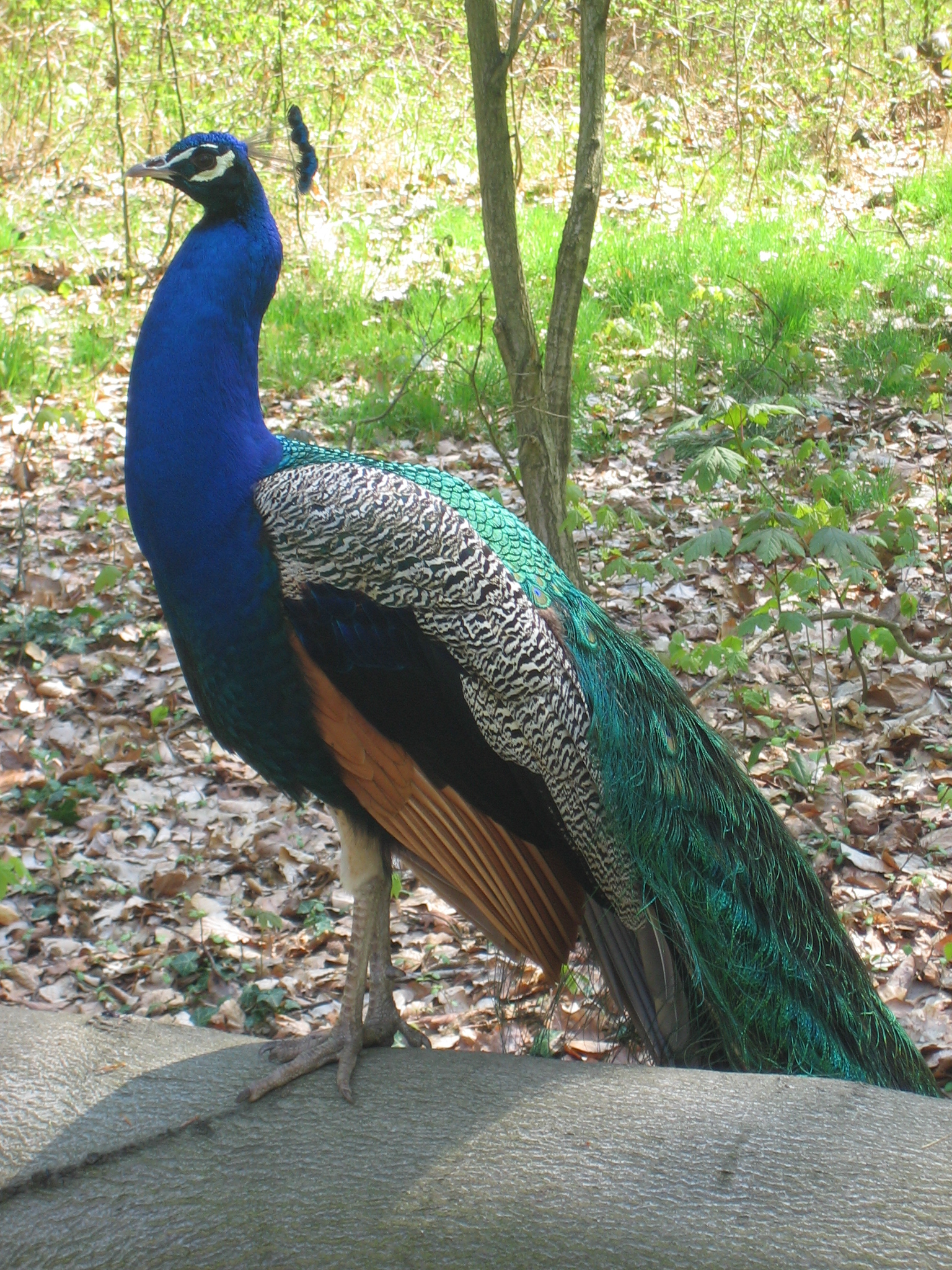
Männlicher blauer Pfau

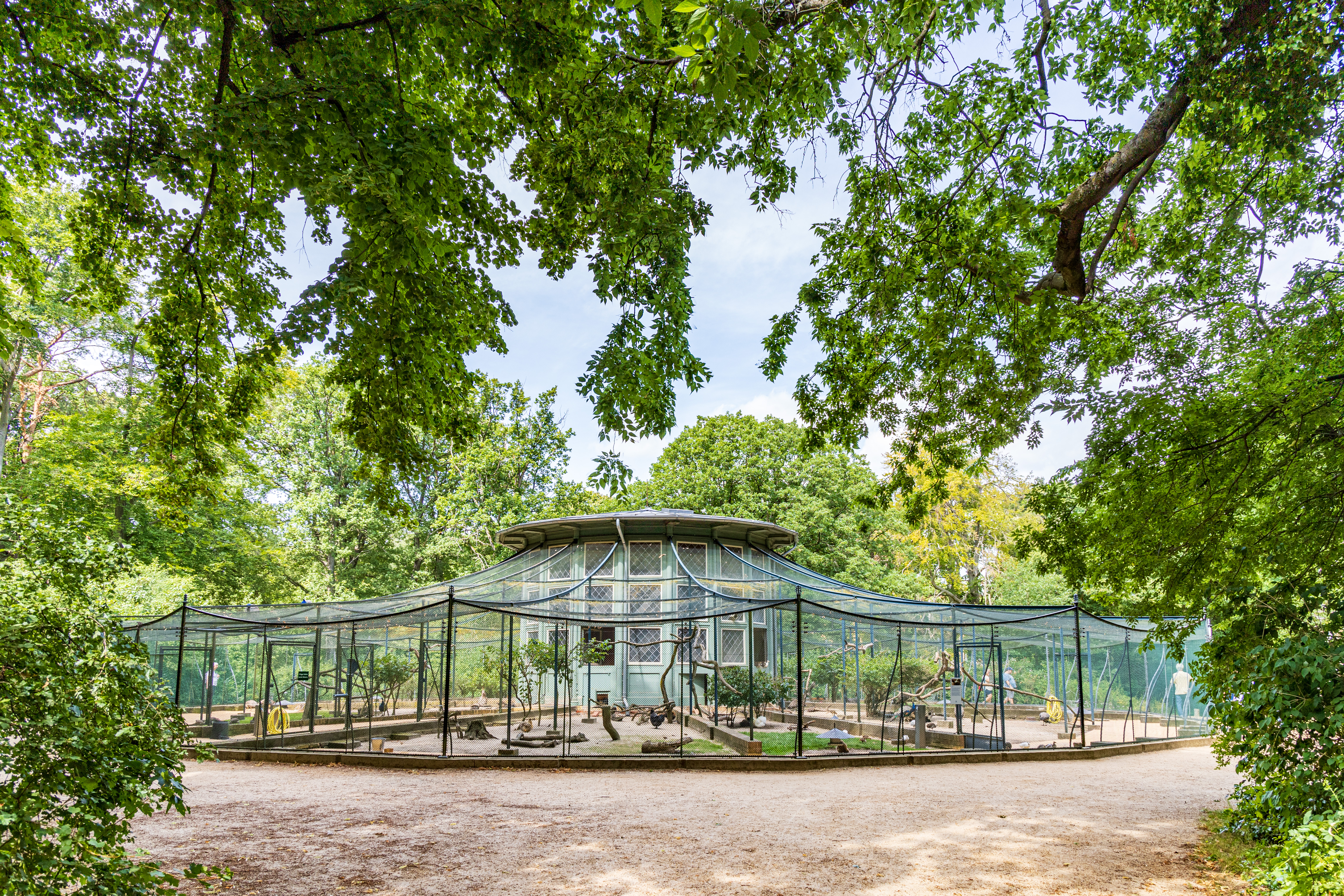
Voliere für die Jungpfauen

Am Erscheinungsbild der Pfaueninsel hat sich seit Jahrzehnten nichts tiefgreifend geändert. Es sind ständig gärtnerische und bauliche Anstrengungen nötig, um die historischen Strukturen zu erhalten und in Einzelfällen wiederherzustellen. Dabei orientiert man sich an der Zeit um 1835, der Blütezeit der Insel. Gegenwärtig sind die traditionell freilaufenden Pfauen wieder auf der Insel. Ihre Zahl wird in unterschiedlichen Quellen mit 35–100 angegeben.
Wie schon seit 1821 ist die Insel auch heute noch ein beliebtes Ausflugsziel. Sie ist über einen schmalen Wasserarm hinweg nur mit der Fähre zu erreichen, die im Normalfall im Abstand von 15 Minuten verkehrt, bei größerem Andrang auch öfter. Nur Autos und Fahrräder der ständigen Bewohner der Insel dürfen befördert werden, für die Fahrzeuge der Besucher gibt es an der Anlegestelle auf dem Festland einen Parkplatz.
Zum Schutz der Insel und ihrer Anlagen gilt eine strengere Parkordnung als in anderen Parks der Stiftung. Sie verbietet unter anderem das Mitbringen von Hunden oder anderen Tieren, Fahrrädern, Inlineskates und Skateboards, zu rauchen, die Wege zu verlassen, zu angeln oder zu baden, Ski zu fahren, Feuer zu machen, Handel zu treiben oder Demonstrationen durchzuführen. Bei groben Verstößen droht Inselverweis.

### Wege über die Insel

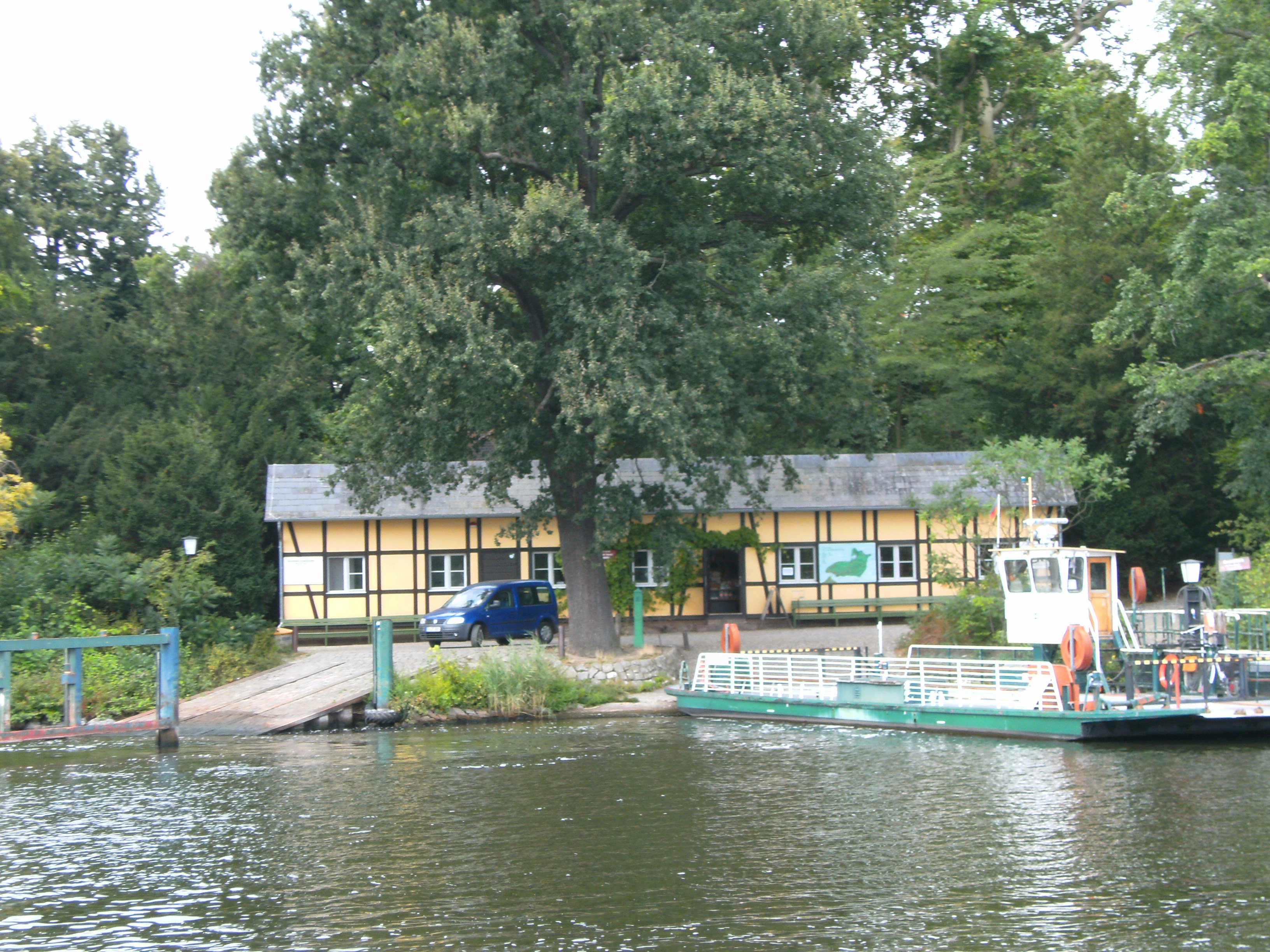
Eingangsgebäude beim Fähranleger der Pfaueninsel

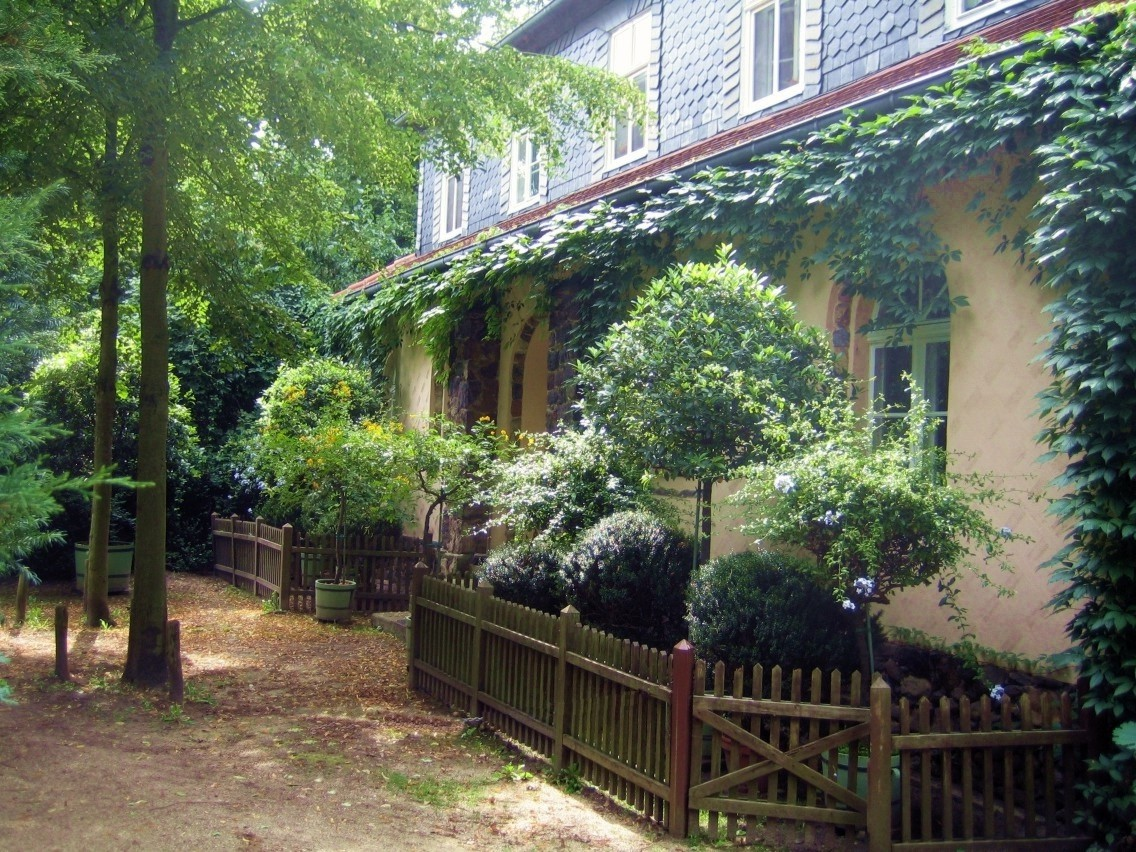
Kastellanhaus beim Fähranleger

Eine Beschreibung der Umrundung der Insel im Uhrzeigersinn kann wie folgt aussehen. Vom südlich gelegenen Fähranleger aus führt der Weg vorbei an der Kastellanswohnung zu einem Garten, der sich zum Schloss Pfaueninsel öffnet. Von dort ergibt sich ein Blick auf Pfauen und die Havel. Danach öffnet sich der Rundweg zum ehemaligen Palmenhaus, dessen Grundriss nur noch durch vier Steinsäulen markiert wird. Innerhalb dieser Markierung werden immer noch verschiedene Blattpflanzen kultiviert. Es folgt die Parschenkesselbucht mit einem breiten Schilfgürtel und wilden Wasservögeln. Es geht zum Holländischen Haus aus dem Jahr 1802, das sich im nördlichen Teil der Insel befindet und als Stall für Rinder dient. Auf dem Rückweg des Rundwegs wird die Meierei in Form einer künstlichen Ruine einer mittelalterlichen Abtei passiert. Von hier ist eine direkte Sichtachse zum Luisentempel in Form eines griechischen Tempels frei gehalten. Zwischen Meierei und Luisentempel grasen die schwarzen zotteligen Rinder in einem Feuchtgebiet. Weiter passiert der Weg einen Hain mit großen in Stein nachgebildeten Eicheln und das Terrain des Alchimisten Johannes Kunckel, der das rubinrote Glas erfand. Nach Passieren von zwei Brücken wird der direkt am Ufer gelegene Beelitzer Jagdschirm erreicht, ein mit Borke verkleideter Unterstand in den Dimensionen einer großen Jagdhütte. Aus seinem Schutz heraus erlegten die königlichen Jagdrunden die Wasservögel. Im Sinne der „Naturverbundenheit“ war dies bereits eine klare Abkehr von der Treibjagd. Der ebenfalls am Ufer gelegene Fregattenhafen ist ein Gebäude zum Schutz der in kleinem Maßstab nachgebauten Fregatte mit dem Namen Royal Louise. Etwas ansteigend tangiert der Weg die Volieren, Gärtnerei und Rosengarten und führt zurück zum Fähranleger. Die Volieren werden hauptsächlich zum Schutz der Jungpfaue genutzt, damit sie nicht Füchsen zum Opfer fallen.

## Folgerungen

### Literarische Erinnerungen
„Eine Fahrt nach der Pfaueninsel galt den Berlinern als das schönste Familienfest des Jahres, und die Jugend fühlte sich überaus glücklich, die munteren Sprünge der Affen, die drollige Plumpheit der Bären, das seltsame Hüpfen der Kängurus hier zu sehen. Die tropischen Gewächse wurden mit manchem Ach des Entzückens bewundert. Man träumte in Indien zu sein und sah mit einer Mischung aus Lust und Grauen die südliche Tierwelt, Alligatoren und Schlangen, ja das wunderbare Chamäleon, das opalisierend oft alle Farben der blühenden Umgebung widerzuspiegeln schien“

„Pfaueninsel! Wie ein Märchen steigt ein Bild aus meinen Kindertagen vor mir auf: ein Schloß, Palmen und Kängurus; Papageien kreischen; Pfauen sitzen auf hoher Stange oder schlagen ein Rad, Volieren, Springbrunnen, überschattete Wiesen; Schlängelpfade, die überall hinführen und nirgends; ein rätselvolles Eiland, eine Oase, ein Blumenteppich inmitten der Mark.“

### Pfaueninsel als Filmkulisse
Auf der Pfaueninsel entstanden in den 1960er Jahren Außenaufnahmen für die Edgar-Wallace-Filme Die Tür mit den sieben Schlössern (1962), Neues vom Hexer (1965), Der Mönch mit der Peitsche (1967), Der Hund von Blackwood Castle (1968) und Im Banne des Unheimlichen (1968). Neben dem Englischen Landschaftspark diente hierbei häufig das Kavaliershaus als Kulisse für Außenaufnahmen, da dessen Architektur an englische Landhäuser erinnert. 2005 diente die Pfaueninsel als Kulisse für Verliebt in Berlin.

### Briefmarkenmotive
Als Teil der Briefmarkenserie Burgen und Schlösser erschien am 14. April 1977 eine 20-Pfennig-Briefmarke der Deutschen Bundespost Berlin und am 14. Februar 1979 eine der Deutschen Bundespost mit dem Motiv des Schlosses Pfaueninsel. Am 16. Februar 1977 erschien jeweils eine 190-Pfennig-Briefmarke beider Post-Organisationen mit demselben Motiv.

Pfaueninsel in Havellandschaft

In der Reihe Bilder aus Deutschland erschien 1995 die Briefmarke  Havellandschaft, die die Pfaueninsel mit dem Schloss darstellt. Die Marke mit dem Ausgabewert 100 wurde von Heinz Schillinger entworfen.

### Die Legende vom Atomkraftwerk auf der Pfaueninsel
Vereinzelt sind Berichte zu finden, der Berliner Senat habe unter Willy Brandt die Errichtung eines Kernkraftwerks auf der Pfaueninsel erwogen, um die Stadt energieautark zu machen. In der Tat trieb der landeseigene Stromversorger Bewag ab 1959 Pläne für den Bau eines 150-Megawatt-Druckwasserreaktors im Westteil der Stadt voran. Als Standort war ein Waldstück westlich des Berliner Ortsteils Wannsee vorgesehen. Die „Legende vom Atomkraftwerk auf der Pfaueninsel“ entstand durch eine Verwechslung der geografischen Angabe „Wannsee-Insel“ mit der Pfaueninsel.

## Filmische Dokumentation
- Geheimnisvolle Orte. Die Inseln von Berlin. Film, RBB 2004. Gezeigt im RBB am 20. April 2010, 20:15 Uhr, 45 min (Geschichte der Inselentwicklung und -nutzung).